# Regno d'Ungheria (1920-1946)
Il Regno d'Ungheria (in ungherese Magyar Királyság) (talvolta noto retrospettivamente come Reggenza) fu il nome ufficiale conferito allo Stato ungherese esistito tra il 1920 e il 1946. Nonostante si trattasse formalmente di un regno, non vi fu alcun re, bensì un reggente, l'ex ammiraglio austro-ungarico Miklós Horthy. Dopo un lungo periodo di governo conservatore (1920-1944), il Paese fu occupato militarmente dalla Germania nazista nel marzo del 1944 e Horty sostituito da Ferenc Szálasi, a capo del Partito delle Croci Frecciate, nel mese di ottobre. Dopo la sconfitta delle forze naziste ad opera dell'Armata Rossa nell'inverno 1944-1945, l'Ungheria, occupata dall'Unione Sovietica, divenne una repubblica nel febbraio 1946.

## Storia
Dopo il fallimento della Repubblica Sovietica Ungherese alla fine dell'estate del 1919, poiché i conservatori erano favorevoli alla restaurazione del vecchio re Carlo IV al trono magiaro mentre l'esercito e i radicali di destra rifiutavano il ritorno degli Asburgo, si optò per l'istituzione temporanea di una reggenza nel marzo del 1920 sotto la guida dell'Ammiraglio Miklós Horthy.
Il regime di Horthy si caratterizzò per il suo stampo conservatore, il nazionalismo sciovinista e una rigida politica anticomunista. A sostenerlo al potere fu un'alleanza instabile costituita da conservatori e membri dell'estrema destra nazionale. La politica estera si caratterizzò per il suo revisionismo e l'antibolscevismo, a cui poi si affiancò l'antisemitismo. Nel novembre del 1920 si procedette alla ratifica del trattato del Trianon imposto dai vincitori della prima guerra mondiale, che prevedeva delle pesanti clausole ai sensi delle quali il Paese perse circa due terzi della sua popolazione e del suo territorio a favore delle nazioni confinanti. Molti rifiutarono a più riprese la validità dell'atto internazionale, soprattutto per via delle sfavorevoli modifiche territoriali. Benché la politica si concentrasse sulla prospettiva di rinnegare il trattato summenzionato, soprattutto senza ricorrere a soluzioni militari, il governo si servì di questo per giustificare la scarsità delle riforme interne promulgate. 
Nel 1921 Carlo IV fece ritorno in Ungheria e tentò di recuperare il suo trono, arrivando persino a marciare su Budapest alla testa di alcune truppe ribelli; il suo tentativo fallì perché il Regio esercito ungherese rimase fedele a Horthy e Carlo fu arrestato ed esiliato a Madeira. Il 6 novembre 1921, la Dieta d'Ungheria abrogò la Prammatica Sanzione del 1713, detronizzando Carlo IV e revocando i diritti degli Asburgo-Lorena sul trono ungherese; il sovrano morì l'anno dopo, ponendo definitivamente termine ai sogni di restaurazione asburgica.
La fine del periodo di instabilità coincise con la nomina di István Bethlen come Primo ministro, il quale godeva del consenso dei conservatori e della destra radicale. L'adozione di una politica estera pacifica e la fine dell'instabilità interna consentirono l'ingresso dello Stato nella Società delle Nazioni nel 1922. Presto ciò consentì all'Ungheria di negoziare crediti esteri che migliorarono la situazione economica. 
Grazie alle sue manovre politiche, Horthy finì di fatto per controllare le elezioni e ottenere il predominio su coloro con cui era salito al potere, riuscendo ad esercitare la sua autorità senza opposizione alcuna per un decennio. Il suo sostegno non derivava soltanto dalla sua fazione, ma anche dall'amministrazione statale, dal clero, dalle banche e dai grandi proprietari terrieri. Pur essendo il sistema politico di tipo parlamentare, esso non era di stampo democratico ma autoritario, con la numerosa presenza di persone legate al mondo della nobiltà terriera e dell'alta burocrazia, spesso anch'essa composta da cittadini di estrazione aristocratica. Dopo un breve periodo di allontanamento dal potere a causa delle rivoluzioni del dopoguerra, questi parlamentari tornarono ai propri seggi nel 1919, restaurando il sistema politico e sociale prebellico. La neutralizzazione dei socialisti fece sì che la radicalizzazione popolare alla fine del decennio successivo venisse incanalata attraverso il fascismo.
La Grande depressione generò una grande crisi economica e sociale che mise in difficoltà il modello politico di Bethlen. In siffatto contesto, il reggente e i principali politici decisero di rivolgersi a Gyula Gömbös, un esponente di spicco dei radicali ritenuto la figura più valida per calmare l'agitazione popolare. Gömbös collocò a poco a poco i suoi sostenitori in ruoli importanti e di vertice tanto nella pubblica amministrazione quanto nell'esercito. Una volta che Bethlen si dimise, il ruolo del reggente acquistò un rilievo fondamentale nel corso degli anni '30, soprattutto dopo il 1935. Egli divenne infatti l'arbitro della politica nazionale, sia per la crescente paralisi dell'esecutivo dovuta allo scisma tra conservatori e radicali di destra sia per il prestigio di cui godeva tra la maggior parte degli schieramenti di destra del paese. Horthy provò a mantenere l'equilibrio tra le due principali correnti della destra nazionale, mentre con il passare del tempo, nello specifico negli ultimi otto anni della sua reggenza, la popolarità e la sensazione di stabilità che sembrava trasmettere il Terzo Reich convinse una parte della popolazione che fosse necessario accantonare ogni tentativo di ripristinare il modello conservatore degli anni '20. La Germania sembrava infatti essere riuscita a superare la crisi economica del 1929 e Horthy si batté con forza nel tentativo di creare un asse con Berlino che potesse consentirgli di realizzare i suoi sogni di riconquista territoriale, ma questa strategia finì per trasformare l'Ungheria in un satellite tedesco. I governi successivi fallirono nei loro tentativi di arginare l'influenza tedesca e l estrema destra magiara, anche per il rifiuto a rinunciare alle aspirazioni revisioniste, il cui successo dipendeva da Berlino, evento che favorì il rafforzamento della posizione dell'estrema destra stessa.
Grazie al rafforzamento della cooperazione tra Germania e Italia, il Paese recuperò parte dei territori perduti in Cecoslovacchia nell'ambito del primo arbitrato di Vienna, avvenuto nel novembre del 1938. In virtù di questo evento, la Germania assunse un ruolo fondamentale nella politica ungherese. Il desiderio del popolo di cambiamento, l'atteggiamento reazionario del governo che vi si opponeva, l'impotenza della sinistra e il potere dei movimenti fascisti in Europa facilitò l'ascesa dell'estrema destra radicale come opposizione alle riforme. Nell'ambito del secondo arbitrato di Vienna, organizzato da Italia e Germania nell'autunno del 1940, l'Ungheria riprese il nord della Transilvania, ceduto con la forza dalla Romania. Il Paese fece il suo ingresso nella seconda guerra mondiale a fianco dell'Asse, combattendo dapprima contro la Jugoslavia e poi contro l'URSS (a fine giugno) e gli Alleati occidentali (a dicembre). I tentativi di cambiare schieramento alla fine della guerra fallirono, sia per il desiderio di mantenere i territori riconquistati e il sistema sociale antiquato, sia per la riluttanza del governo a trattare con l'Unione Sovietica. Per evitare un cambio di schieramento simile a quello determinato dall'armistizio di Cassibile, i tedeschi invasero in maniera incontrastata l'Ungheria con l'Operazione Margarethe nel marzo del 1944. Sotto la supervisione di un rappresentante nazista, il nuovo Consiglio dei ministri fu incaricato di riformare l'esercito e l'economia nazionale a sostegno dello sforzo bellico tedesco e di porre fine alla «questione ebraica». I nazisti eseguirono un colpo di Stato (Operazione Panzerfaust) che pose fine alla reggenza di Horthy e cedette il potere a Ferenc Szálasi, guida del Partito delle Croci Frecciate. I sovietici riuscirono infine a scacciare i tedeschi dal territorio ungherese, devastato dai combattimenti, il 4 aprile 1945. Tutte le annessioni ungheresi furono dichiarate non valide nel dopoguerra.
Con più della metà della popolazione impegnata nell'agricoltura, la distribuzione della terra rimase estremamente diseguale, con i contadini magiari che vivevano in una condizione di estrema povertà. L'industrializzazione della nazione venne incoraggiata al fine di cercare di ridurre la sovrappopolazione rurale, ma essa non crebbe mai abbastanza da riuscire a ridurre in maniera sensibile i lavoratori impegnati nel settore primario. La Grande depressione aveva colpito duramente l'economia ungherese, in particolare l'agricoltura; i prezzi dei cereali, un prodotto cruciale nel commercio dell'Ungheria, subirono un crollo su scala mondiale. La grave crisi agevolò l'aumento dell'influenza delle potenze fasciste, unici acquirenti della produzione agricola ungherese, non più assorbita dal mercato internazionale (e, nel caso della Germania, destinataria di parte dei suoi disoccupati). Nel 1938 la Germania controllava poco più del 50% delle importazioni e delle esportazioni ungheresi. L'aumento del commercio con la Germania e l'inizio della politica di riarmo fecero uscire il Paese dalla depressione economica nella seconda metà degli anni '30. Le condizioni di vita e di lavoro per i lavoratori dell'industria rimasero precarie, ma lo sviluppo delle industrie legate al riarmo eliminò quasi del tutto la disoccupazione. Per quanto riguarda la popolazione ebraica, nel 1930 essa rappresentava il 5,1% del totale demografico della nazione e quasi la metà viveva nella capitale Budapest, dove deteneva un ruolo fondamentale nell'industria, nel commercio o nella finanza. Alla fine di quel decennio, così come all'inizio del prossimo, si promulgò una serie di importanti leggi discriminatorie che limitava gravemente i loro diritti e ne destabilizzava la situazione economica. Durante la seconda guerra mondiale, un totale di 565.000 ebrei furono assassinati nei territori controllati dall'Ungheria.

## Politica

### Ripristino della monarchia
Alla fine del luglio 1919, l'esercito della Romania sconfisse l'Armata Rossa ungherese, la quale si era spinta in territorio straniero nel tentativo di riprendere possesso di quanto aveva perduto a causa della prima guerra mondiale; le forze armate magiare furono a quel punto dismesse. Il governo sovietico attivo in Ungheria rassegnò le dimissioni e cedette il potere a un nuovo esecutivo esclusivamente socialista e moderato che non poté impedire la presa della capitale. Quando la situazione con la Romania si risolse, il nuovo governo fu rimpiazzato poco dopo da uno di natura più conservatrice. Le forze dell'ammiraglio Miklós Horthy, riunitesi a Seghedino sotto la protezione francese, entrarono nella capitale Budapest dopo che le truppe rumene si ritirarono verso est all'inizio dell'inverno. Allo scopo di eliminare ogni lascito della repubblica socialista e sedare i suoi simpatizzanti, i controrivoluzionari anticomunisti e i monarchici scatenarono il cosiddetto Terrore bianco, ovvero una serie di azioni repressive. Fu in siffatto contesto che ebbe luogo un'ondata di persecuzioni ai danni dei membri dei partiti di sinistra e contro gli ebrei. Anche i gruppi paramilitari, con metodi simili alle bande criminali, si macchiarono di reati quali estorsione, rapine, torture e omicidi, fornendo a volte delle giustificazioni di carattere politico. Il potere rimase nelle mani di un'instabile coalizione di destra conservatrice e nazionalista, un piccolo gruppo di aristocratici, funzionari pubblici e militari. I contadini, stufi delle estorsioni del governo comunista, così come le città, ad eccezione degli operai industriali, trovandosi sull'orlo della carestia, accettarono il ritorno dell'oligarchia in cambio del ripristino dell'ordine, nonostante gli eccessi dei paramilitari, che stavano diminuendo con l'esaurirsi della controrivoluzione ungherese. Nella sostanza, il Paese assistette a un periodo particolarmente turbolento dopo mesi di governi di stampo rivoluzionario.

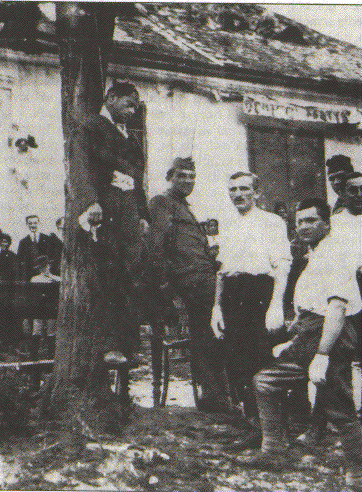
Esecuzione compiuta da controrivoluzionari e da anticomunisti durante il periodo di repressione noto come Terrore bianco

Sotto la pressione della Triplice intesa, le elezioni del 1920 furono organizzate con un censimento allargato e coincisero con la prima volta nella storia del Paese in cui fu ammesso il voto femminile e segreto. Il risultato della votazione, svoltasi a gennaio, vide emergere due importanti partiti di centrodestra, divisi tra conservatori e radicali di destra.
Nel 1920 la prima legge approvata abolì tutte le misure emanate dai governi rivoluzionari di Mihály Károlyi e Béla Kun. Il 29 febbraio 1920 l'Ungheria tornò ad essere "de jure" una monarchia costituzionale. Dato che i conservatori erano favorevoli alla restaurazione del vecchio imperatore Carlo IV al trono ungherese, mentre l'esercito e i radicali di destra, sebbene sostenitori della monarchia, rifiutarono il ritorno degli Asburgo, si decise di costituire ad interim una reggenza con ampi poteri. Nonostante le preferenze di alcuni conservatori, furono l'esercito e i reparti paramilitari che occuparono la sede del parlamento durante la votazione ad imporre come reggente il proprio candidato, Miklós Horthy, che si insediò il 1º marzo e rimase Reggente al trono d'Ungheria fino all'ottobre del 1944.

### Controrivoluzione
Con Horthy a capo della reggenza, i radicali imposero il proprio programma politico al parlamento, che passava dall'approvazione di una riforma agraria parziale, dall'emanazione della legislazione antisemita del numerus clausus, la prima in Europa del primo dopoguerra, e il ripristino delle punizioni corporali per alcuni reati, simbolo di un inasprimento della società del tempo. Il Parlamento dovette altresì ratificare il 13 novembre il trattato del Trianon, firmato il 4 giugno e imposto dai vincitori della prima guerra mondiale, nonostante il generale rifiuto delle dure clausole imposte, considerando che il Paese avrebbe perso circa due terzi della sua popolazione e del suo territorio. I tentativi del primo ministro Pál Teleki di limitare le perdite in cambio di concessioni alla Francia e aiuti alla Polonia, allora impegnata nella guerra polacco-sovietica, fallirono. Sia al governo che in sede parlamentare, si susseguirono figure di poca esperienza politica di origine piccolo-borghese piuttosto che aristocratica, oltre ad essere più giovani di coloro che avevano controllato la politica nazionale nel periodo prebellico, uno scenario questo che cambiò dopo il 1921 con l'avvento al potere di István Bethlen.
L'anno che seguì alla restaurazione monarchica coincise con grandi tumulti, generati dallo stato dell'economia e dalla situazione internazionale del Paese, i quali versavano già in gravi condizioni. Carlo IV d'Asburgo, rientrato segretamente in Ungheria, provò due volte a riconquistare il trono nel 1921, malgrado senza successo, arrivando persino ad provare a marciare su Budapest alla testa di truppe ribelli; ciò portò all'arresto del re, che fu poi esiliato in Portogallo. Il 6 novembre 1921, la Dieta d'Ungheria abrogò la Prammatica Sanzione del 1713, detronizzando Carlo IV e revocando i diritti degli Asburgo sul trono ungherese; in tal modo, l'Ungheria si ritrovò priva di un re e di pretendenti al trono e, visto il clima di tensione e crescente caos, la Dieta non ebbe altra scelta che confermare Horthy come Reggente.
Il governo, privo di una forte autorità, si limitò a tollerare tacitamente il terrore dei gruppi paramilitari contro ebrei, socialisti e intellettuali di sinistra. Il gran numero di rifugiati in arrivo dai territori perduti, tra i 300.000 e i 400.000, perlopiù appartenenti al ceto medio, costituiva un grosso problema per l'Ungheria. Fino al luglio 1921, quando il governo proibì l'ingresso una massa di nuovi profughi, la questione assunse un peso crescente per via dell'arrivo mensile di migliaia di immigrati. Oltre a membri del ceto medio impoveriti dalla guerra vi erano ufficiali smobilitati e funzionari pubblici attivi nei territori perduti, i quali sostennero le organizzazioni protofasciste nella speranza di attuare un modello politico autoritario che potesse consentir loro migliori condizioni di vita. L'Ungheria accolse circa 17.000 ufficiali, mentre il trattato di pace ne limitava l'ingresso a 1.750; in quel contesto, il governo dispose di scarso controllo sull'esercito. Le richieste di impiego statale di gran parte dei profughi e l'impossibilità di ottenerlo nel piccola Stato incoraggiarono a più riprese la necessità di limitare i danni causati dalle conseguenze della prima guerra mondiale, l'unica soluzione soddisfacente sia per lo Stato che per i profughi. La grande importanza della popolazione ebraica nell'industria e nel commercio, i settori verso cui l'esecutivo cercò di impegnare i profughi, e il costante fallimento nella concorrenza con questi alimentò l'antisemitismo dei nuovi arrivati e li spinse a richiedere a gran voce, ancora una volta, la necessità di aumentare il numero di dipendenti pubblici. L'instabilità nazionale spaventò gli investitori stranieri, malgrado l'esecutivo di Budapest non fosse più minacciato dai contadini, rassegnati ad accettare la situazione attuale, dagli operai repressi, o dalle classi medie, stufe degli esperimenti sociali e degli eccessi dei paramilitari della destra. La fine del terrore appariva necessaria per ottenere il riconoscimento internazionale del governo e ricevere degli aiuti economici.

### Decennio di Bethlen

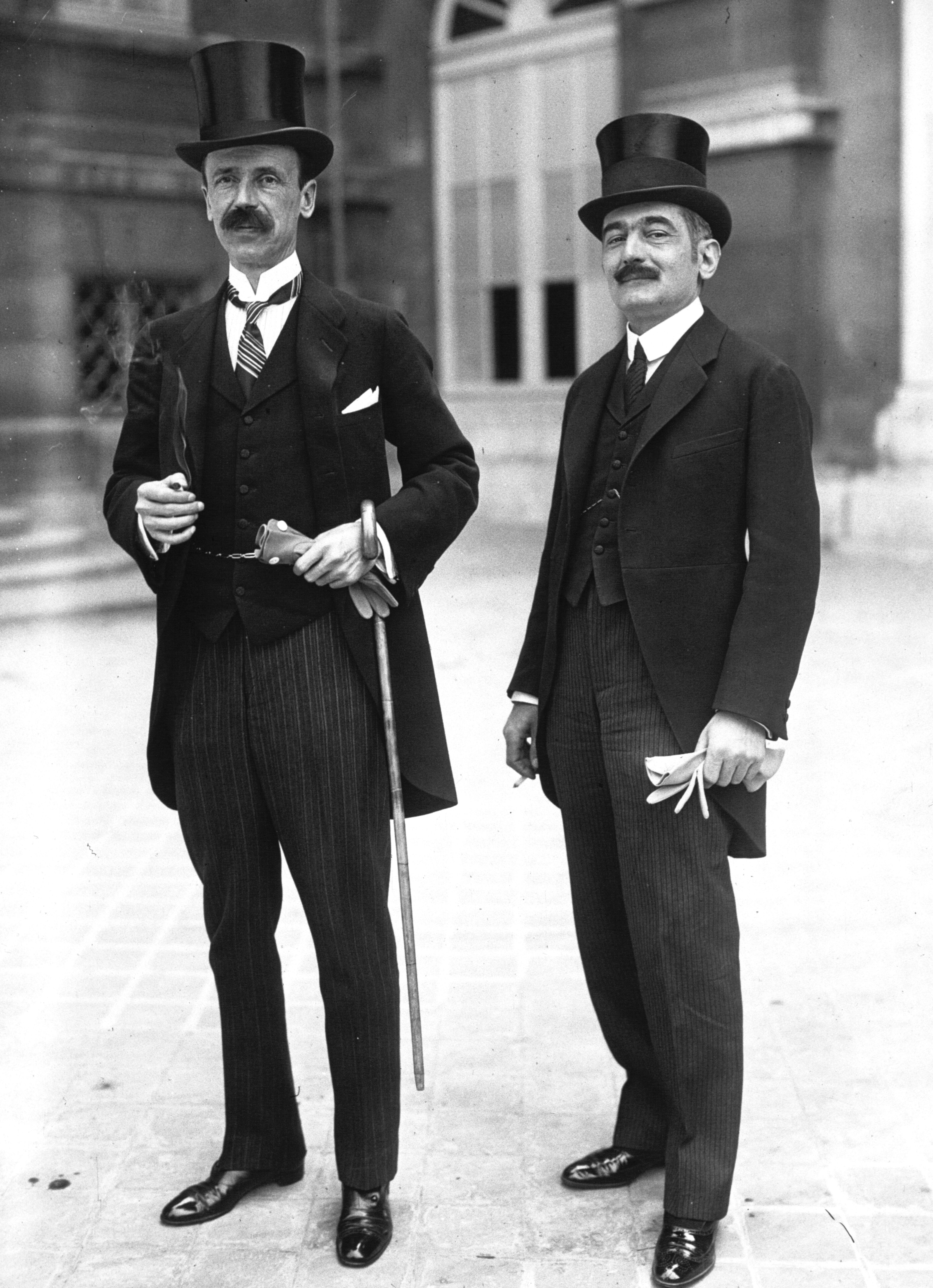
István Bethlen (a sinistra), la figura dominante nella politica ungherese negli anni '20

La cessazione del periodo di instabilità iniziò con la nomina a presidente del governo di István Bethlen, candidato sostenuto dai conservatori, in quanto ritenuto abile politico e perché membro di una delle principali famiglie aristocratiche ungheresi, e dai radicali di destra, in quanto calvinista e rifugiato giunto dalla perduta Transilvania, circostanza che assicurava la possibilità di perseguire un viatico in senso nazionalista. Politico veterano, sgamato e pragmatico, ottenne presto una grande influenza su Horthy, sempre più vicino ai conservatori nonostante le sue strette relazioni con gli estremisti di destra. Il suo atteggiamento liberal-conservatore, intermedio tra i due gruppi che sostenevano il regime, segnò la politica del Paese durante il suo lungo periodo come capo di gabinetto. Fondamentalmente, il nuovo Primo ministro attuò un cambiamento reazionario, un ripristino del sistema politico e sociale prebellico.
Bethlen decise di reprimere innanzitutto l'agitazione dell'estrema destra ricorrendo alla corruzione di alcuni dei suoi esponenti di spicco, da lui nominati responsabili di incarichi ufficiali. I gruppi paramilitari, incaricati di contenere operai e contadini e di intimidire l'opposizione politica, erano ormai superflui e rappresentavano una minaccia per l'élite conservatrice controrivoluzionaria. Il processo si rivelò lento e richiese quasi due anni, anche perché vi erano potenti sostenitori dei gruppi paramilitari sia nell'esercito sia nell'amministrazione civile, tra cui lo stesso reggente, il quale emanò un'amnistia per tutti i loro crimini nel novembre del 1921. Entro la metà degli anni Venti, le bande rurali furono inglobate nella gendarmeria e quella capitale sotto il controllo militare e in gran parte sciolte. Ottenuto un controllo sufficiente dell'esercito e della polizia, il governo si dimostrò determinato a eliminarle entro la fine del 1921. Per accattivarsi l'esercito, aumentò il bilancio militare ignorando le limitazioni imposte dal trattato del Trianon. Alcuni ufficiali ottennero degli incarichi nell'amministrazione civile; lo stato maggiore clandestino era controllato da ufficiali veterani dei tempi dell'impero, più conservatori dei comandanti controrivoluzionari. Nel 1922 era riuscito a porre fine alle azioni dei gruppi paramilitari. Grazie a una politica estera pacifica e avendo posto fine a causa dell'instabilità interna, Bethlen riuscì a far entrare l'Ungheria nella Società delle Nazioni il 18 settembre 1922. Nella lotta per il potere tra conservatori e radicali, Bethlen si assicurò temporaneamente la vittoria dei primi.
Con lo Stato in crisi, al di là dell'apogeo dell'eclittica e senza entrate adeguate, Bethlen vendette le ultime riserve auree e di valuta estera per finanziare la sua attività e coprire il bilancio nazionale tra il 1921 e il 1923. La stabilità politica raggiunta permise presto di negoziare con l'estero dei crediti che resero meno gravosa la situazione economica. L'ingresso nella Società delle Nazioni consentì infatti di ottenere un credito internazionale di stabilizzazione di 250 milioni di corone nel 1924. Questi stanziamenti, tuttavia, portarono a un numero crescente di nuovi crediti per pagare quelli vecchi e a un disavanzo di bilancio permanente; il debito estero crebbe costantemente durante il suo decennio al potere, raggiungendo il 70 % del PIL nel 1931. La strategia di Bethlen era basata sul mantenimento del credito estero permanente, cosa che avvenne per tutti gli anni Venti. Sul piano interno, e nonostante il suo personale antisemitismo, cercò la collaborazione della borghesia ebraica nella ricostruzione economica postbellica. Il regime mantenne il suo atteggiamento antisemita nei confronti della stragrande maggioranza della popolazione ebraica, eccezion fatta con la ridotta alta borghesia.
Contrario all'attuazione della democrazia in Ungheria e difensore di un sistema politico parlamentare di deriva ottocentesca in cui le classi privilegiate giocavano un ruolo di primo piano grazie alla loro cultura e formazione, Bethlen impose un ritorno al sistema statale autoritario dell'epoca di Kálmán e István Tisza. Per assicurarsi il potere, Bethlen e i suoi sostenitori presero il controllo del Partito dei Piccoli Proprietari, che presto confluirono con altri deputati nel neonato Partito dell'Unità. Nella sostanza, quest'ultimo divenne il partito di governo per quasi tutto il periodo interbellico. Egli limitò per un cavillo le liste elettorali, che tornarono alla forma del 1913. Grazie a una serie di limitazioni, la percentuale della popolazione avente diritto al voto scese dal 39,5% del 1920 al 29,5% del 1922 e la segretezza del suffragio scomparve dalla maggioranza delle circoscrizioni del Paese, soprattutto quelle rurali. Nelle successive elezioni del decennio in cui fu a capo del Consiglio dei Ministri (1922, 1926 e 1931), la riforma elettorale garantì a Bethlen ampie maggioranze, facilitate grazie al controllo dei collegi elettorali pubblici conseguito attraverso pratiche di corruzione, ricatto o violenze. Con l'appoggio di Horthy, il controllo delle elezioni e il predominio del partito che si era assicurato l'esecutivo, Bethlen poté governare in modo incontrastato per un decennio al vertice di un sistema sostenuto non solo dalla sua fazione politica, ma anche dall'amministrazione pubblica, dal clero, dalle banche e dai grandi proprietari terrieri. La corrente di destra radicale che fu temporaneamente resa poco influente, benché inclusa nel sistema reazionario di Bethlen, segnando un ulteriore passo verso uno scenario politico antecedente al 1914. Ad ogni modo, nel corso di tale processo Bethlen accantonò la possibilità di promulgare una qualsiasi riforma sociale rilevante. L'accordo segreto con i socialisti e gli esponenti sindacali concesse a questi ultimi facoltà di manovra limitata. Il patto garantiva la sopravvivenza del partito, ma al prezzo di limitare l'agitazione socialista e renderlo in un certo senso partecipe del sistema reazionario di Bethlen. La neutralizzazione dei socialisti fece sì che la radicalizzazione popolare alla fine del decennio successivo convogliasse verso il fascismo.
Nel 1926 riformò la Camera Alta, i cui membri non erano eletti ma rappresentavano alcune categorie sociali influenti (alta nobiltà, rappresentanti ecclesiastici, municipali, universitari, ecc.) o erano nominati dallo stesso reggente. Alla fine della reggenza, il Senato reazionario divenne uno dei principali oppositori dell'antisemitismo e del nazionalsocialismo.
Nel dicembre 1925 dovette affrontare la più grande crisi di politica estera dalla restaurazione della monarchia nel 1920; diversi ufficiali di stato maggiore generale furono arrestati nei Paesi Bassi con l'accusa di aver portato con sé migliaia di franchi contraffatti. L'operazione aveva beneficiato della collaborazione non solo del direttore della polizia, ma anche di vari ministri. Dopo l'approvazione di diverse condanne non troppo severe per i principali imputati, Bethlen rassegnò le dimissioni, ma Horthy lo mantenne a capo del gabinetto, che andò riorganizzato. Determinato a non accantonare le rivendicazioni territoriali, il presidente magiaro si rivolse principalmente all'Italia, una delle nazioni vincitrici della guerra mondiale che era però insoddisfatta dei trattati di pace. Per questo motivo, nell'aprile del 1927, firmò un accordo di cooperazione e amicizia con l'Italia, decisa a imporre la propria egemonia nell'Europa sud-orientale, che pose fine all'isolamento internazionale dell'Ungheria, ma coinvolse il Paese in uno scandalo relativo al contrabbando di armi. Comunque sia, i tentativi di convincere sia la Francia che la Gran Bretagna della necessità di applicare alle clausole del trattato del Trianon parziali modifiche territoriali favorevoli a Budapest non si arenarono. Occorre sempre tener presente che l'Ungheria si trovava costretta a ricorrere alla via diplomatica anziché procedere a un'occupazione militare, considerata la scarsa potenza dell'arsenale magiaro se comparato a quello dei suoi vicini nella Piccola Intesa. Il patto siglato con l'Italia impedì anche un riavvicinamento con la Jugoslavia, vista l'inimicizia tra le due realtà geografiche; da allora in poi, e in collaborazione con Roma, Budapest iniziò a sostenere le rivendicazioni dei nazionalisti croati.

### Caratteristiche dell'esecutivo

#### Le principali figure politiche

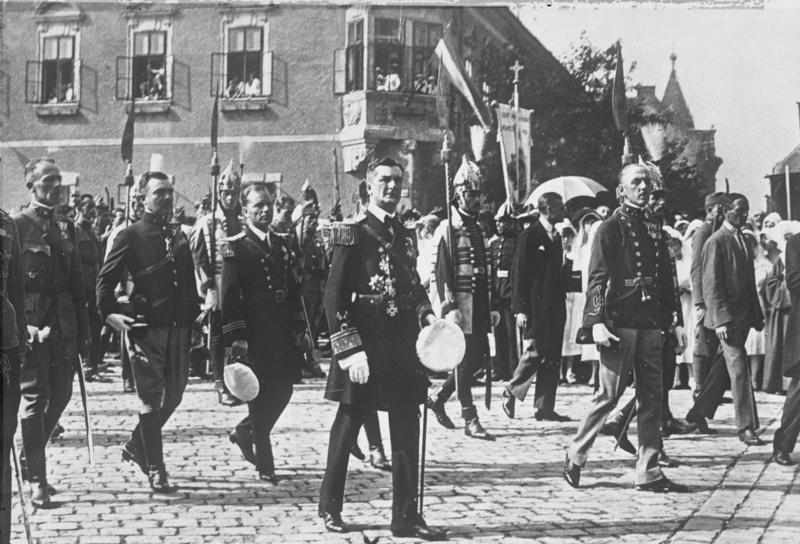
L'ammiraglio Miklós Horthy, una delle principali figure di spicco fino al 1944, partecipa alla processione di Santo Stefano nel 1931, festa nazionale in Ungheria

Il primo ministro durante il primo decennio del periodo, István Bethlen, manipolò le elezioni nelle città rurali, dove il voto non era segreto, ottenendo così la sua rielezione fino al 1931, quando la Grande depressione lo allontanò dal potere.
Dopo le dimissioni di Bethlen, la figura del reggente Miklós Horthy acquisì un'importanza fondamentale nel corso degli anni Trenta, soprattutto dopo il 1935. Dal momento della sua istituzione nel marzo 1920, la carica godeva di ampi poteri, in quanto era comandante in capo delle forze armate, poteva porre il veto alla legislazione, nominare il primo ministro e sciogliere le camere parlamentari a proprio piacimento. Nel 1937 furono conferiti nuovi poteri alla carica, che non doveva più rispondere al Parlamento, ma già prima di allora egli era diventato l'arbitro della politica nazionale, sia per la crescente paralisi governativa dovuta allo scisma tra conservatori e radicali di destra, sia per il prestigio di cui il reggente godeva presso la maggior parte dei gruppi di destra del Paese.

#### Sistema governativo
Bethlen ripristinò parzialmente il modello politico pseudo-liberale precedente alla guerra mondiale, ovvero parlamentare, multipartitico e con una certa libertà di stampa e garanzia di diritti civili. Le elezioni si tenevano a scrutinio segreto solo nelle città e i censimenti erano molto limitati. Anche nelle città, l'unico luogo in cui i movimenti operai godevano di una certa libertà, la loro influenza si rivelò minima poiché le principali cariche municipali erano nominate dall'esecutivo. Il gran numero di condizioni che limitavano il diritto di voto, limitato anche dal sesso e dall'età, comportò che solo tra il 26,6 % e il 33,8 % della popolazione poteva votare alle elezioni tenutesi durante la reggenza, svoltesi con il velato controllo dal potere. La riforma elettorale di Bethlen del 1922, con la limitazione del diritto di voto e l'eliminazione del suffragio segreto nel maggior parte delle circoscrizioni, assicurò, insieme all'uso della coercizione e della corruzione e con la consueta collaborazione dei potenti proprietari terrieri, dei gendarmi e dei notai nelle campagne, comode maggioranze per il governo nelle successive votazioni. Nel 1938, il voto segreto si estese in tutto il Paese, ma allo stesso tempo fu innalzata l'età minima e vennero aggiunte altre condizioni per l'esercizio del diritto in un complicato sistema di circoscrizioni; le riforme portarono a un'ulteriore riduzione della popolazione votante dal 29% al 22,5%.

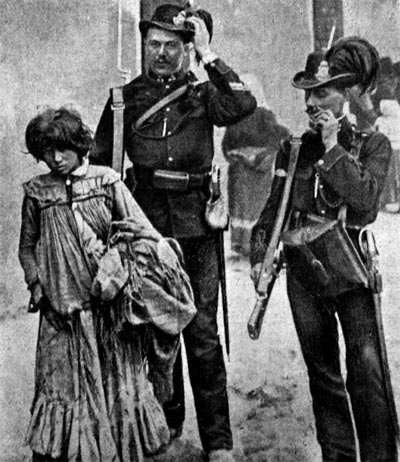
I gendarmi ungheresi all'inizio del XX secolo. La gendarmeria si rivelò uno strumento fondamentale per assicurarsi il potere nelle campagne, dove viveva la maggior parte della popolazione nazionale

Molti dei partiti ammessi, dall'estrema destra ai socialdemocratici (il Partito Comunista fu bandito), apparivano minuscoli e dalla rilevanza effimera, fungendo da semplici piattaforme per gli esponenti principali di questi piccoli soggetti politici. Essi non ebbero mai la forza necessaria per minacciare il trionfo elettorale permanente e truccato del partito al potere. Sebbene fossero in grado di presentare le loro rimostranze in Parlamento, nella pratica non disponevano di alcun potere effettivo. Il partito al governo, che era fondamentalmente il rappresentante delle classi dirigenti, all'inizio degli anni '20 vedeva come altri soggetti politici di spicco il Partito di Unità Nazionale Cristiano, conservatore e nazionalista, e il Partito dei Piccoli Proprietari Indipendenti. I due si fusero nel luglio 1920, con il secondo che rimase in pratica subordinato al primo; il risultato fu la costituzione del Partito dell'Unità (Egységes Párt), rimasto al potere per i due decenni successivi. Durante il 1930 apparvero nuove formazioni di estrema destra, la maggior parte dei quali finì per fondersi nel Partito delle Croci Frecciate di Ferenc Szálasi. Il Partito dell'Unità conglobava in realtà un insieme di partiti minori e diversi gruppi di interesse, inclusi proprietari terrieri, industriali, monarchici filo-asburgici, revisionisti e altri, fondamentalmente uniti da valori quali l'irredentismo, l'anticomunismo e il conservatorismo sociale. Un altro punto di unione riguardava l'antisemitismo, sebbene non fossero state adottate misure antiebraiche se non durante la controrivoluzione e nell'anno immediatamente successivo (1918-1921). La formazione di governo si componeva essenzialmente di due correnti a volte sovrapposte, ovvero quella conservatrice e quella radicale, le cui divisioni si acuirono col tempo. Mentre il primo era meno favorevole alla Germania, più vicino alla Gran Bretagna e più orientato al mantenimento del sistema sociale, economico e politico prebellico, il secondo era in generale chiaramente favorevole al Terzo Reich, più propenso a una redistribuzione terriera, a una limitazione della minoranza ebraica e alla nazionalizzazione dell'industria e delle banche. Il primo raggruppava i membri più anziani con posizioni più importanti nell'amministrazione pubblica, mentre il secondo normalmente annoverava elementi più giovani e con incarichi minori. Entrambe le correnti si contesero il controllo dei ministeri, degli incarichi di rilievo in ambito amministrativo e dei ruoli nel partito. Per tutti gli anni Trenta, tuttavia, la corrente conservatrice cedette il potere ai radicali, non senza che entrambi continuassero a contendersi il controllo del partito, una tendenza che si invertì all'inizio del decennio successivo.
Il sistema politico era piramidale, con uno stretto rapporto tra i sostenitori del primo ministro nelle camere e l'amministrazione statale. Il primo ministro e, sotto di lui, il ministro dell'Interno, controllava la struttura amministrativa attraverso la nomina di incarichi burocratici chiave, come il föispan, oltre al ruolo di guida della polizia e della gendarmeria. In virtù di tale connubio, questo controllo amministrativo assicurò continue vittorie elettorali per coloro che guidavano il governo. In generale, il potere del partito al governo si basava sul controllo dei collegi elettorali rurali, sottomesse attraverso l'apparato amministrativo. Dei 628 seggi (su un totale di 980) ottenuti nelle varie elezioni tra il 1922 e il 1935 dai candidati all'esecutivo, 578 corrispondevano a collegi senza scrutinio segreto. Al contrario, il governo non interferì quasi mai nei quartieri urbani, il che assicurò la presenza di una certa opposizione in Parlamento, spesso molto critica nei confronti dei provvedimenti ufficiali.
In epoca interbellica sopravvisse una notevole libertà di stampa, anche se inferiore a quella antecedente al 1914. La maggior parte dei giornali, liberali e in molti casi in mano a proprietari ebrei, erano infatti contrari al governo. Anche la magistratura preservò una certa indipendenza, nonostante l'inasprimento delle leggi, e le condanne politiche furono rare dopo la fine del primo periodo controrivoluzionario.

### Crisi economica e cambio di governo

#### Gömbös e i radicali

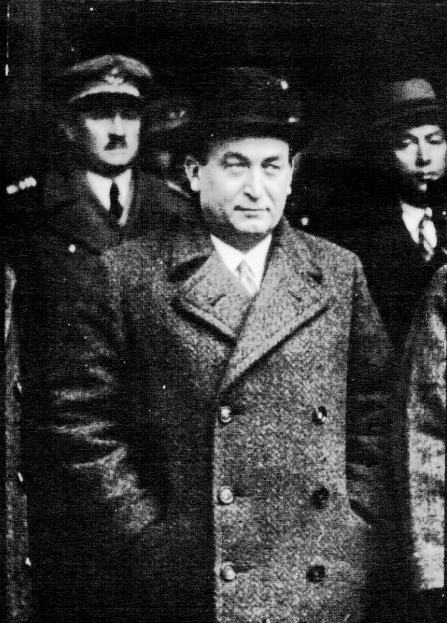
Gyula Gömbös, il principale rappresentante del radicalismo ufficiale e veterano del periodo controrivoluzionario, fu nominato Primo ministro nel 1932 di fronte alla la grave crisi economica che minacciava la stabilità politica. Le limitazioni imposte da Miklós Horthy gli impedirono di attuare il suo modello politico autoritario prima di morire nel 1936

La Grande depressione generò una grave crisi economica e sociale che incrinò il modello politico di Bethlen. I radicali di destra, disposti a rimuovere i conservatori dal governo, criticarono quello che consideravano un asservimento alla Società delle Nazioni, l'alleanza con le democrazie occidentali e la borghesia nazionale ebraica (nonostante l'antisemitismo ufficiale) e sostennero i loro ideali di nazionalismo razziale, antisemitismo, anticapitalismo finanziario, anti-intellettualismo e riforma sociale radicale per fare appello alle masse. Nonostante le prime spaccature tra alcuni estremisti, Bethlen riuscì a vincere le elezioni del giugno e del luglio 1931, anticipate in previsione dell'aggravarsi della crisi economica dopo il fallimento della Creditanstalt, principale banca austriaca, del mese precedente. Tuttavia, non essendo più certo sull'appoggio del reggente, il 19 agosto 1931 Bethlen si dimise e la presidenza del Consiglio dei ministri passò al conte Gyula Károlyi, un cambiamento che non risolse la crisi.
In siffatto scenario, il reggente e i principali politici decisero di convocare Gyula Gömbös, rappresentante dei radicali e ritenuto la persona più adatta a calmare le masse agitate. Il 5 ottobre 1932, assunse la presidenza alla guida del primo gabinetto monarchico senza alcun aristocratico nelle sue file. La nomina, tuttavia, fu accompagnata da numerose restrizioni imposte da Horthy che impedirono il passaggio dell'Ungheria a un modello fascista. Il nuovo primo ministro non poteva infatti sciogliere le camere e dovette rinviare qualsiasi riforma agraria o legislazione antisemita, dovendo però nominare delle figure di fiducia in posizioni chiave del suo governo e non potendo riformare le istituzioni nazionali. In virtù di queste limitazioni, Gömbös dovette presentarsi come il presidente della «ricostruzione economica» anziché come riformista sociale. Inizialmente, egli ereditò un Consiglio dei ministri e un partito controllato da Bethlen e dai suoi sostenitori conservatori. Le dichiarazioni moderate di Gömbös, semmai, lasciavano comprendere soltanto la sua volontà di posticipare temporaneamente il suo programma incentrato sulla politica sull'istituzione di un modello autoritario. Egli riorganizzò il partito di governo per farne uno strumento di controllo totale della vita sociale del Paese, volendo trasformare la formazione in un'organizzazione di massa di stampo fascista. Gradualmente, collocò i suoi sostenitori nelle posizioni centrali e di vertice dell'amministrazione e dell'esercito.
Egli strinse dei rapporti tanto con la Germania, dove Adolf Hitler era stato nominato cancelliere alla fine del gennaio 1933, suscitando la soddisfazione di Gömbös, sia con l'Italia, con il riavvicinamento iniziato già nel 1927 durante la presidenza di Bethlen e, nell'estate del 1933, appoggiò i piani di Mussolini di formare un blocco economico tra Italia, Ungheria e Austria in cambio del sostegno di quest'ultima alle rivendicazioni territoriali magiare. Frustrato dalle divergenze italo-tedesche nel suo tentativo di formare un'alleanza tripartita revisionista tra Berlino, Roma e Budapest, continuò a negoziare con Vienna e Roma per relazioni più strette, che sfociarono nei protocolli di Roma, firmati nel marzo del 1934. Durante questo processo, fu fortemente sostenuto dall'esercito nel suo riavvicinamento alla Germania e all'Italia. Nel 1935 rifiutò di approvare le sanzioni proposte dalla Società delle Nazioni contro l'Italia per la guerra d'Etiopia e accolse con favore il riavvicinamento tra Italia e Germania tra la fine del 1935 e l'inizio del 1936. Per quanto riguarda gli Stati confinanti, Gömbös abbandonò ogni tentativo di migliorare le relazioni con Jugoslavia, sostenendo invece i separatisti croati e macedoni, e tentò di fare lo stesso con la Romania, con il sostegno italiano, senza però grande successo.
Alla fine, nel 1935 riuscì a convincere il reggente a indire le elezioni, nelle quali ottenne una maggioranza composta da deputati con idee più vicine alle sue rispetto a quella ereditata da Bethlen. Le consultazioni dimostrarono una notevole crescita dell'estrema destra sia nelle file del governo che in quelle dell'opposizione. Gömbös riuscì anche a rinnovare i vertici militari, con il pensionamento degli ex ufficiali austro-ungarici e la nomina di altri uomini più giovani che incoraggiavano le riforme sociali e l'attuazione del modello politico autoritario. Da quel momento in poi, gli ufficiali iniziarono inequivocabilmente a influenzare la politica nazionale, in particolare quella estera. La maggior parte del corpo ufficiali, per lo più di classe medio-bassa e spesso membri di minoranze etniche, soprattutto quella tedesca, arrivarono a sostenere il modello fascista, sia in politica estera, approvando un'alleanza con l'Asse, sia in patria. Gömbos si comportò in maniera sempre più favorevole alla prospettiva di avvicinarsi al fascismo, ma la sua morte, avvenuta nell'ottobre del 1936 a seguito di una grave malattia, compromise i piani di riforma politica.
La morte di Gömbös rese Horthy la figura politica principale del Paese, in quanto arbitro tra le correnti più conservatrici e quelle di estrema destra. Horthy provò a mantenere l'equilibrio tra la due nominando nel decennio successivo primi ministri dell'uno e dell'altro schieramento e cercando invano di accrescere la sintonia. Negli ultimi otto anni della sua reggenza, il potere tedesco e la popolarità di una parte della popolazione hanno fortemente plasmato la politica nazionale e interrotto qualsiasi tentativo di ripristinare il modello conservatore degli anni Venti. La Germania alleviò la crisi economica del Paese e facilitò la realizzazione delle sue aspirazioni revisioniste territoriali, ma al prezzo di trasformare progressivamente l'Ungheria in un satellite di Berlino. Gli esecutivi successivi fallirono nell'intento di limitare l'influenza teutonica e lo scivolamento verso destra della nazione magiara, in parte a causa del loro rifiuto a rinunciare alle loro aspirazioni revisioniste, le quali dipendevano dal Terzo Reich, circostanza che favorì il rafforzamento dell'estrema destra.
Tra il 1935 e il 1936 si verificò un cambiamento fondamentale nella politica militare ungherese: mentre fino ad allora la maggior parte degli armamenti era stata fornita dall'Italia, la Germania iniziò a soppiantarla come principale fornitore, un processo che si sviluppò parallelamente alla perdita di peso politico di Roma nella regione, coinvolta nella guerra d'Africa e più disposta ad accettare l'estensione dell'influenza tedesca nell'Europa centrale. La Germania, tuttavia, seppur ammise di sostenere le rivendicazioni ungheresi in Cecoslovacchia, non fece altrettanto con riferimento alla Jugoslavia o alla Romania. La possibilità di rivedere la situazione postbellica determinata dalla rinascita della potenza tedesca soddisfaceva i governanti ungheresi, ma li rese succubi di Berlino; dato lo squilibrio dell'alleanza italo-tedesca siglata nell'ottobre 1936, Budapest non poté fare affidamento su Roma, nonostante la conferma e l'estensione dei protocolli romani del 1934 a novembre, per contrastare l'egemonia di Berlino.

#### Radicali e conservatori

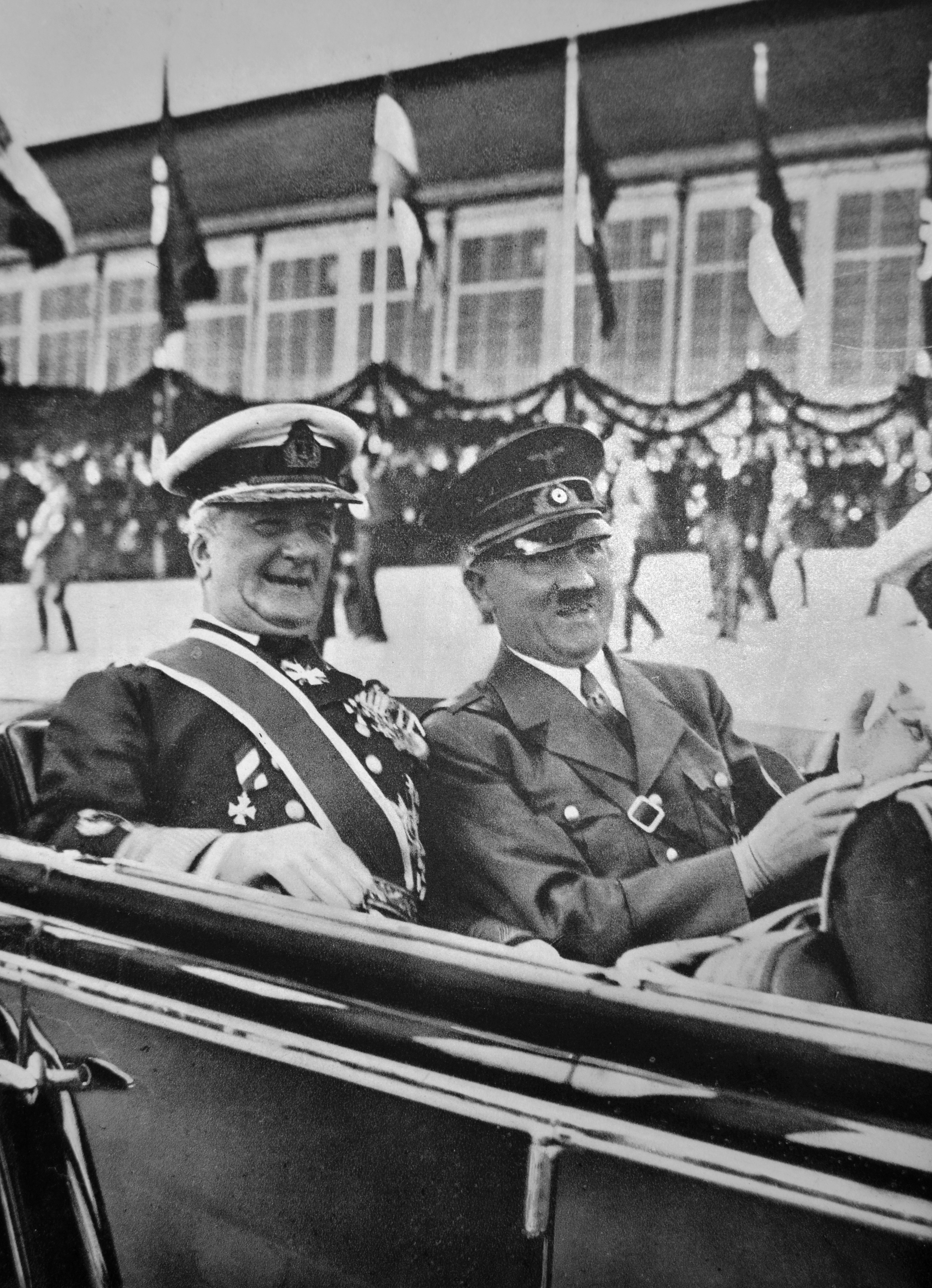
Miklós Horthy e Adolf Hitler nel 1938. Il revisionismo magiaro portò a un'alleanza sempre più stretta con il Terzo Reich, la principale potenza impegnata nell'eliminazione dei trattati di pace della prima guerra mondiale. I tentativi di annullare il trattato di Trianon senza l'intervento decisivo dei poteri fascisti si inabissarono

Horthy decise di nominare un Primo ministro meno radicale e più conservatore, Kálmán Darányi, attivo al dicastero dell'agricoltura durante il mandato del defunto Gömbös, il quale vanificò parzialmente il lavoro del suo predecessore, soprattutto per quanto riguarda l'organizzazione del partito di governo. Darányi dovette affrontare la crescente influenza tedesca nella regione, soprattutto dopo l'annessione dell'Austria, accettata passivamente dall'Ungheria, che diede vita a un confine diretto con il Reich. Egli combinò la repressione dei gruppi nazionalsocialisti, azione sostenuta da Berlino, con l'approvazione di leggi antisemite, allo scopo di evitare critiche da parte delle frange estremiste e, allo stesso tempo, di ingraziarsi la Germania nazista. L'influenza economica, che aveva portato a una certa ripresa, così come l'esercito, attraverso gli aiuti al riarmo clandestino, così come le spinte revisioniste impedirono di abbandonare l'orientamento filo-nazista inaugurato da Gömbös. Ciononostante, cercò di mantenere buoni rapporti con Parigi e Londra, soprattutto con questi ultimi, sempre più indifferenti alla situazione dell'Europa centrale e disposti ad assecondare i desideri tedeschi nell'area, oltre a rafforzare i legami con gli italiani. Alla fine del 1937 e una volta nota la decisione di Adolf Hitler di sopprimere la Cecoslovacchia e l'offerta di restituzione della Slovacchia se l'Ungheria avesse collaborato al compito, si approvò un piano di riarmo che venne poi annunciato nel marzo dell'anno successivo.
La legislazione antisemita, approvata con notevoli pareri in senso contrario alle camere, non pose fine all'agitazione nazionalsocialista dell'opposizione. Considerando che l'atteggiamento ambiguo di Darányi non era riuscito a piegare l'opposizione, nel 1938 Horthy lo sostituì con Béla Imrédy, un esperto di finanza con una reputazione di pragmatismo e ottimi rapporti con i circoli finanziari internazionali, soprattutto britannici. All'inizio Imrédy continuò la repressione dei gruppi nazionalsocialisti, vietò ai funzionari di iscriversi ai partiti politici, si assicurò la condanna dell'influente esponente politico Ferenc Szálasi, promise di mantenere il sistema politico intatto e di non apportare cambiamenti alla condizione della minoranza ebraica. Imrédy desiderava fermare la deriva a destra del governo negli ultimi mesi del mandato del suo predecessore e moderare l'influenza tedesca. Ad agosto e di nuovo a settembre, si rifiutò di partecipare al fianco della Germania a un eventuale confronto armato contro la Cecoslovacchia durante la crisi dei Sudeti, temendo la possibile reazione della Piccola Intesa, mentre il riarmo ungherese era iniziato da pochi mesi; in cambio di questo atteggiamento neutrale, la Piccola Intesa non contrastò il riarmo ungherese. Nonostante il desiderio di partecipare alla spartizione della Cecoslovacchia, il governo temeva l'espansione tedesca nella regione, era preoccupato per la propria debolezza militare e si aspettava ancora l'aiuto britannico per ottenere in maniera pacifica i territori desiderati senza la necessità di partecipare alle campagne naziste. Nel settembre 1938, tuttavia, Imrédy abbandonò del tutto questa prassi e si presentò come erede di Gömbös e principale simpatizzante destra radicale del filo-tedesco, con un ampio programma innovativo che includeva una riforma agraria e nuove leggi antisemite. Le sue dichiarazioni assunsero sempre più toni estremisti e lo spinsero a creare un soggetto politico, il Partito della Vita Ungherese, di chiara ispirazione fascista. Grazie alla nuova vicinanza alla Germania e all'Italia, il Paese riprese in parte dei territori persi in Cecoslovacchia nel corso del Primo arbitrato di Vienna avvenuto nel novembre del 1938. Imrédy eseguì anche alcune concessioni diplomatiche ed economiche a Berlino, sostituendo il ministro degli Esteri con uno più filo-tedesco e nominando un capo di stato maggiore e un ministro della Difesa apertamente sostenitori di Berlino. In contrasto con la nuova posizione di Imrédy, tuttavia, i conservatori guidati da Bethlen si allearono con parte dell'opposizione (liberali e socialdemocratici) per approvare una mozione di sfiducia il 23 novembre. Questo raggruppamento di forze, già emerso negli ultimi mesi del mandato di Gömbös, si oppose alla crescita dell'estrema destra, sebbene non all'alleanza con la Germania in politica estera. L'esitazione e il sostegno popolare di Horthy permisero a Imrédy di rimanere in carica fino a quando non fu dimostrata la sua discendenza ebraica, evento che ne costò le dimissioni all'inizio del 1939. In precedenza, il Paese aveva aderito al patto anticomintern, con il risultato che la rottura delle relazioni diplomatiche con l'URSS ebbe luogo nel febbraio 1939.
La Germania aveva ormai acquisito un ruolo preponderante nella politica ungherese, sia per la sua importanza economica (nel 1939 la Germania era la destinazione del 52,2% delle esportazioni ungheresi e deteneva il 50% dei capitali stranieri investiti nello Stato), sia in campo diplomatico (il recupero dei territori dipendeva fondamentalmente dalla Germania), sia infine militare (la minaccia dell'invasione tedesca incombeva costantemente sul Paese). Se l'influenza tedesca in politica estera tendeva ad avvicinare Budapest all'Asse, in politica interna si manifestò soprattutto nel tentativo di eliminare la popolazione ebraica, e non nell'attuazione della riforma agraria, che avrebbe diminuito la quantità di prodotti agricoli che l'Ungheria esportava nel Reich. È assai verosimile che il crescente spessore dei nazisti nella vita magiari favorì l'estrema destra locale.
La repressione governativa dei movimenti nazionalsocialisti, decisamente numerosi sin dal 1932 ma fortemente divisi tra i diversi partiti, si rivelò controproducente. Non solo infatti guadagnarono sostenitori tra una fetta della popolazione come veri e propri oppositori del regime, ma alla fine del decennio conquistarono complessivamente cinquanta deputati e un quarto dei voti alle elezioni del 1939. Il loro sostegno proveniva da tutti i settori della società, riuscendo a far breccia nelle aree cattoliche e protestanti, nelle città (nella capitale ottennero quasi un terzo dei voti, il doppio dei socialdemocratici), nelle campagne e tra le minoranze. Il desiderio popolare di cambiamento, l'atteggiamento reazionario del governo che vi si opponeva, l'impotenza della sinistra e il potere dei movimenti fascisti in Europa favorirono la crescita dell'ultradestra radicale come oppositrice delle riforme. Profondamente diviso al suo interno tra conservatori e radicali di destra, il partito al comando dell'esecutivo perse parzialmente il controllo delle elezioni, il che permise alle formazioni nazionalsocialiste di ottenere buoni risultati e, in generale, alle masse, che furono poi mobilitate da Ferenc Szálasi, la formazione fascista con il maggior sostegno. La svolta a destra dei ministri e il recupero di alcuni territori grazie all'intervento tedesco, tuttavia, indebolirono l'opposizione, in quanto alcuni dei suoi sostenitori cominciarono a ritenere superfluo un cambiamento di governo una volta soddisfatte le loro aspirazioni.
A Imrédy successe alla presidenza del gabinetto il conte Pál Teleki, un aristocratico conservatore antisemita favorevole alla Gran Bretagna che tentò invano di limitare il riavvicinamento del Paese con la Germania. Per placare questo e nonostante il fatto che dovrebbe cercare di avvicinare il paese alla Gran Bretagna, Teleki dovette effettuare alcune concessioni politiche; nel febbraio 1939 il paese siglò il sopraccitato patto anticomintern, ad aprile abbandonò la Società delle Nazioni e nel novembre 1940 firmò il patto tripartito. Si oppose all'autonomia della minoranza tedesca in Ungheria e alla diffusione della propaganda nazista tra di essa, ma in cambio fece approvare una nuova legislazione antisemita, preparata da Imrédy prima della sua destituzione. Il premier cercò inoltre di utilizzare il potere tedesco per raggiungere gli obiettivi revisionisti del Paese senza dare alle potenze vincitrici della prima guerra mondiale l'impressione di essersi alleato con Berlino, ma non ci riuscì. Budapest preferì non partecipare all'invasione nazista della Polonia, permettendo invece a diverse migliaia di volontari di combattere tra le file biancorosse e a un numero di polacchi compreso tra 100.000 e 140.000 di attraversare l'Ungheria diretti in Francia, ma non riuscì a troncare la dipendenza del Paese dalla Germania. Lo scoppio della seconda guerra mondiale, tuttavia, eliminò alcuni dei opposizione interna a Teleki; socialisti e liberali cercarono di aiutare il primo ministro a mantenere i legami con gli Alleati e l'opposizione di estrema destra perse un po' di sostegno da parte della Germania, più interessata allo sfruttamento economico della regione che a esperimenti politici. Alla fine dell'estate del 1940, recuperò due quinti della Transilvania nel secondo arbitrato di Vienna, ma ancora grazie all'intervento di Italia e Germania. In cambio dovette fare nuove concessioni, ovvero liberare Ferenc Szálasi, promulgare nuove norme antisemite ed estendere l'autonomia della minoranza teutonica, oltre a sottoscrivere il patto tripartito. Durante tutto il suo mandato, dovette affrontare intense pressioni per opera dei comandanti militari, che erano decisamente favorevoli a una stretta alleanza con la Germania e contrari alla moderazione del primo ministro. Contrario alla partecipazione ungherese all'invasione della Jugoslavia nella primavera del 1941, Paese con cui aveva firmato un trattato di amicizia nel dicembre 1940 per compensare la dipendenza dalla Germania, Teleki si suicidò sperando invano di attirare l'attenzione dell'opinione pubblica sulla grave situazione politica in corso in Ungheria. Horthy, entusiasta dell'offerta tedesca di territorio jugoslavo in cambio della partecipazione alla campagna, aveva permesso all'alto comando magiaro di prendere parte alla pianificazione dell'operazione. L'Ungheria intervenne e la Gran Bretagna interruppe i rapporti con Budapest. Il reggente nominò in seguito un primo ministro chiaramente filo-teutonico, il ministro degli Esteri László Bárdossy, che comandò la nazione in guerra a fianco dell'Asse prima contro la Jugoslavia e poi contro l'URSS nell'ambito dell'Operazione Barbarossa (a fine giugno) e gli Alleati occidentali (a dicembre).

### Seconda guerra mondiale

#### Gli ultimi anni della reggenza di Horthy
La serie di vittorie tedesche all'inizio della guerra mondiale, la convinzione che solo il sostegno della Germania avrebbe permesso all'Ungheria di cristallizzare il suo sogno di riconquista territoriale e il buon ricordo dell'alleanza magiaro-tedesca della grande guerra fecero propendere Horthy per l'alleanza con il Reich, nonostante il suo disprezzo per Hitler, il suo rispetto per la potenza navale britannica e il timore che il nazionalsocialismo avrebbe annichilito il sistema sociale prevalente del Paese. Una volta che Budapest si alleò saldamente con la Germania, il timore del comunismo sovietico le impedì di abbandonare questo rapporto di cooperazione.
L'eccessivo servilismo di László Bárdossy nei confronti della Germania e il suo disprezzo per i conservatori spinsero Horthy a sostituirlo con un altro primo ministro più conservatore, Miklós Kállay, aristocratico e ultimo presidente del governo di reggenza dell'ammiraglio. L'entusiasmo iniziale per l'alleanza con Berlino si esaurì presto: nell'agosto del 1941 i conservatori cominciarono a ricordare al reggente la loro convinzione dell'invincibilità della potenza navale britannica e alleata. Kállay si concentrò sul bisogno di cercare di scacciare l'Ungheria dall'orbita del Reich, ma né Bárdossy né Kállay riuscirono a ritirare le armate ungheresi dal fronte orientale, dove all'inizio del 1943 subirono enormi perdite. Il numero delle truppe sul fronte orientale era stato ridotto fino alla fine del 1942, ma le sconfitte riportate nell'inverno di quell'anno praticamente azzerarono le unità schierate sul campo. La maggior parte dei sopravvissuti tornò in Ungheria, mentre alcuni rimasero nelle retrovie ucraine. Successivamente, Kállay rifiutò di inviare nuove unità al fronte, verso il quale le formazioni magiare marciarono di nuovo solo nella primavera del 1944. L'alleanza antimagiara composta da Croazia, Romania e Slovacchia nel maggio del 1942 facilitò il rifiuto di Kállay, giustificato dalla necessità di difendere i confini nazionali di questa nuova «Piccola Intesa dell'Asse». Mentre il grosso delle forze militari ungheresi si concentrò nei Carpazi, Kállay limitò la cooperazione economica con il Reich, con solo un quinto della produzione di elettricità destinata a scopi militari; infine non fornì più di un quarto del cibo promesso alla Germania. La spesa militare, invece, crebbe quasi continuamente: dal 17,1% del PIL nel 1938-1940, salì al 24,4% nel 1942 e al 27,3% nel 1943.
Internamente sopravvisse una certa libertà di stampa, il rispetto di vari diritti civili e la presenza di un'opposizione parlamentare, con accenni di ammiccamento agli Alleati occidentali. Sebbene la discriminazione nei confronti della popolazione ebraica continuasse, essi non vennero inviati allo sterminio e i prigionieri polacchi e alleati furono protetti.

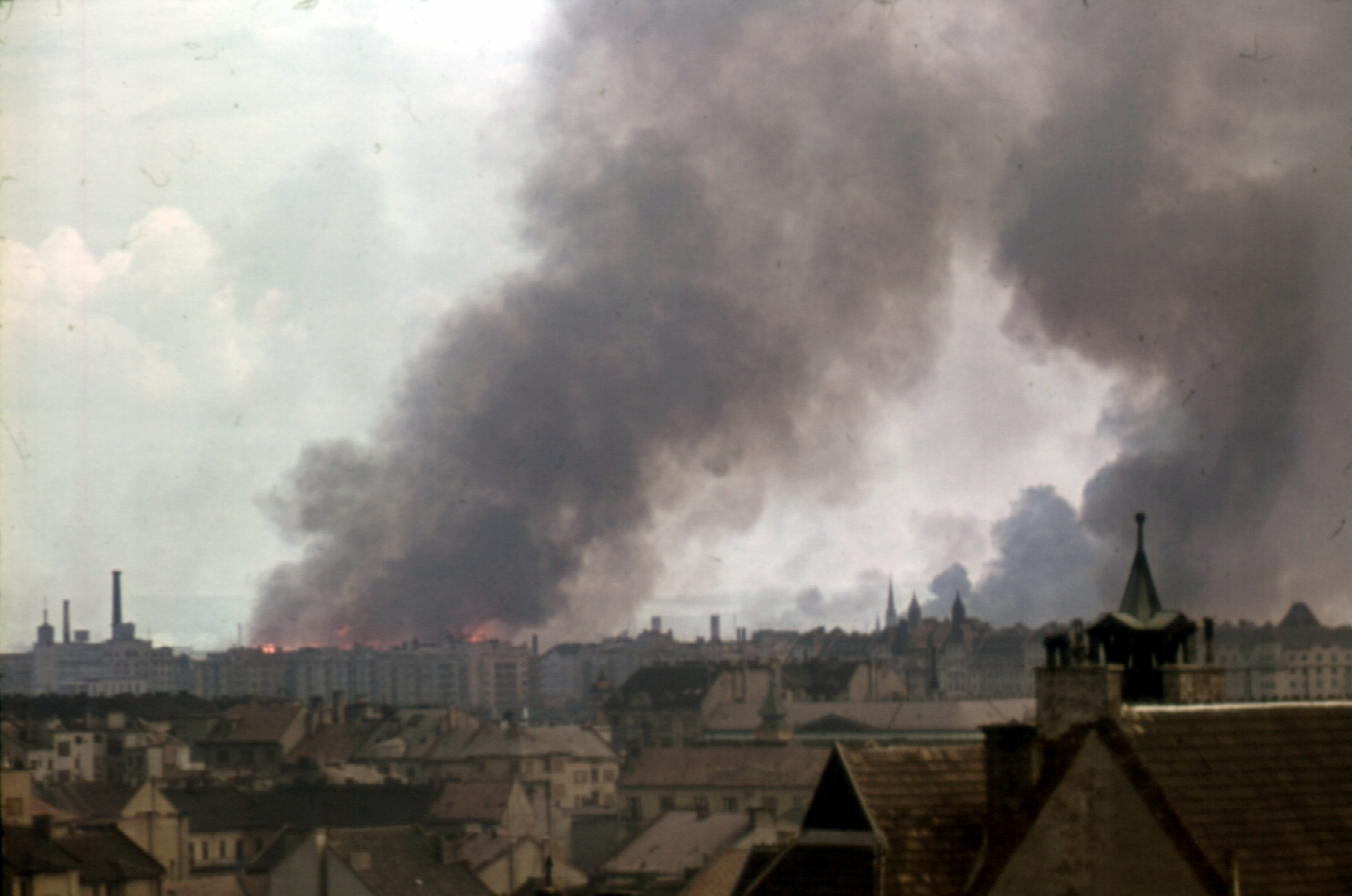
Budapest bombardata dalla Luftwaffe nella primavera 1944.

Kállay avviò anche dei negoziati segreti con gli Alleati che permisero al Paese di evitare temporaneamente i bombardamenti nemici, mentre gli aerei alleati furono in grado di aggirare in sicurezza le difese aeree durante le loro missioni. Il piano del reggente e del nuovo primo ministro era quello di mantenere la propria posizione sul fronte orientale fino a quando non avrebbero potuto cedere la nazione agli Alleati occidentali, in quanto ci si convinse che essi non avrebbero permesso ai sovietici di controllare la regione. Allo stesso modo di come la Romania e l'Ungheria si erano contese il favore di Hitler quando le loro fortune apparivano favorevoli, così la stessa competizione si ripeté per uscire dall'Asse quando iniziarono a susseguirsi le sconfitte. I tentativi di cambiare schieramento, tuttavia, fallirono, sia per il desiderio di mantenere i territori recuperati e l'antiquato sistema sociale, sia per la riluttanza dei governi a trattare con l'Unione Sovietica. Per evitare uno scenario simile all'armistizio di Cassibile italiano, i tedeschi invasero senza opposizione nell'ambito dell'Operazione Margarethe il territorio magiaro il 19 marzo 1944. Kállay si rifugiò nell'ambasciata turca, mentre Horthy, che non allestì una resistenza all'occupazione straniera, fu trattenuto dalle truppe naziste nel castello di Klessheim fino a quando non accettò di nominare un nuovo esecutivo con a capo l'ex ambasciatore di Berlino Döme Sztójay.
Il nuovo Consiglio dei ministri, sotto la supervisione dell'inviato tedesco Edmund Veesenmayer, ricevette l'incarico di riformare l'esercito e l'economia nazionale a sostegno dello sforzo bellico nazista e di porre fine alla «questione ebraica». Il Partito delle Croci Frecciate venne escluso dal gabinetto, che, tuttavia, comprendeva membri di spicco dell'estrema destra. La supervisione della deportazione della popolazione ebraica fu affidata a Adolf Eichmann, inviato in territorio magiaro insieme alle prime truppe di occupazione. Un nuovo decreto emesso dal governo inaugurò l'inizio delle grandi deportazioni, realizzatesi nel giro di poche settimane. Il processo di sterminio seguì le tradizionali linee guida adottate nelle regioni europee sotto il controllo tedesco; una serie di provvedimenti legislativi abrogò i diritti dei cittadini ebrei e li separò dal resto della popolazione confinandoli in ghetti, tranne che nella capitale. In seguito, il 14 maggio iniziarono le deportazioni, che si susseguirono al ritmo di circa diecimila persone al giorno in condizioni disumane. In totale, 223.300 persone provenienti dal Paese del 1920 e 292.200 tra quelle fatte prigioniere negli ultimi anni furono deportate per ordine segreto del Ministero dell'Interno. In soli 56 giorni, 424.000 ebrei finirono deportati nel campo di sterminio di Auschwitz. In totale furono assassinati 565.000 ebrei nei territori controllato da Ungheria durante la guerra. Le venti principali società industriali rimasero nelle mani delle SS, mentre altre di dimensione minori subirono dei saccheggi ad opera della popolazione o dello Stato. Gli spostamenti coatti di persone, coordinati dal piccolo gruppo di Eichmann, poterono avvenire anche grazie alla costante collaborazione dell'amministrazione magiara, in particolare della gendarmeria. Allo stesso modo, il contributo ungherese allo sforzo bellico tedesco crebbe di nuovo considerevolmente come nelle prime fasi del conflitto globale.
Incoraggiato da István Bethlen, dai rappresentanti delle nazioni neutrali e dalle successive battute d'arresto tedesche durante la guerra, Horthy tentò di nuovo di cambiare rotta politica durante l'estate. Per questo motivo, decise di licenziare i segretari di Stato nazionalsocialisti imposti dai tedeschi e impedì la deportazione della popolazione ebraica della capitale, sebbene non abbia osato licenziare Sztójay fino alla fine di agosto, dopo che aveva avuto luogo il golpe in Romania del 1944. Dopo la sua destituzione, il nuovo gabinetto, guidato dal generale Géza Lakatos, si componeva di soldati e uomini fedeli al reggente e vide la luce con l'obiettivo di raggiungere l'armistizio. Lakatos dovette cedere il potere ai sovietici quando varcarono le frontiere dell'Ungheria.
Un tentativo tardivo e mal organizzato di capitolare ai sovietici fallì nell'ottobre 1944. I nazisti effettuarono un colpo di Stato nell'ambito dell'Operazione Panzerfaust che pose fine alla reggenza di Horthy, deportato in Germania, e cedette il potere a Ferenc Szálasi, mentre l'Armata Rossa premeva già alle porte della capitale.

#### Szálasi e la fine della guerra
Con l'Operazione Panzerfaust si formò un nuovo esecutivo fascista sotto la protezione tedesca, composto da un'unione delle diverse correnti ad eccezione dei seguaci di Béla Imrédy, che detestavano il nuovo primo ministro in quanto fautore di una brutale repressione. Il 16 ottobre si svolse a Budapest il primo pogrom, con le milizie di Szálasi e le truppe tedesche che uccisero assieme tra le 200 e le 300 persone. Tra i 7.000 e gli 8.000 ebrei furono brutalmente ammassati all'ippodromo finché tre giorni dopo ricevettero l'ordine di essere lasciati andare dello stesso Szálasi. Lo stesso giorno in cui Szálasi entrò in carica, le truppe sovietiche, che già controllavano quasi metà dell'Ungheria, raggiunsero la periferia della capitale.
Il grosso dell'amministrazione e dell'esercito rimasero fedeli al nuovo gabinetto, sebbene alcune truppe, con il generale Béla Miklós alla testa, fornirono assistenza ai sovietici. Il Paese si trasformò in un campo di battaglia tra le forze sovietiche e quelle naziste e Budapest subì un durissimo assedio, durato due mesi, che distrusse gran parte della città e che terminò il 13 febbraio 1945. Adolf Hitler aveva insistito sulla necessità di difendere la capitale ungherese a tutti i costi, nonostante i tentativi di Szálasi di evitare i combattimenti; 100.000 soldati tedeschi e ungheresi provarono a difendere la città, mentre tra i suoi abitanti si diffondeva il terrore. All'epoca, due governi rivali si contesero l'autorità in Ungheria, con il gabinetto di Szálasi, i cui incarichi in dicasteri chiave provenivano dal ceto medio-basso, che si stabilì a Sopron, nell'ovest. All'inizio di dicembre, Szálasi approvò con decreto la trasformazione del Paese al modello corporativista, ma la rapida avanzata sovietica, tuttavia, impedì l'attuazione del suo programma politico.

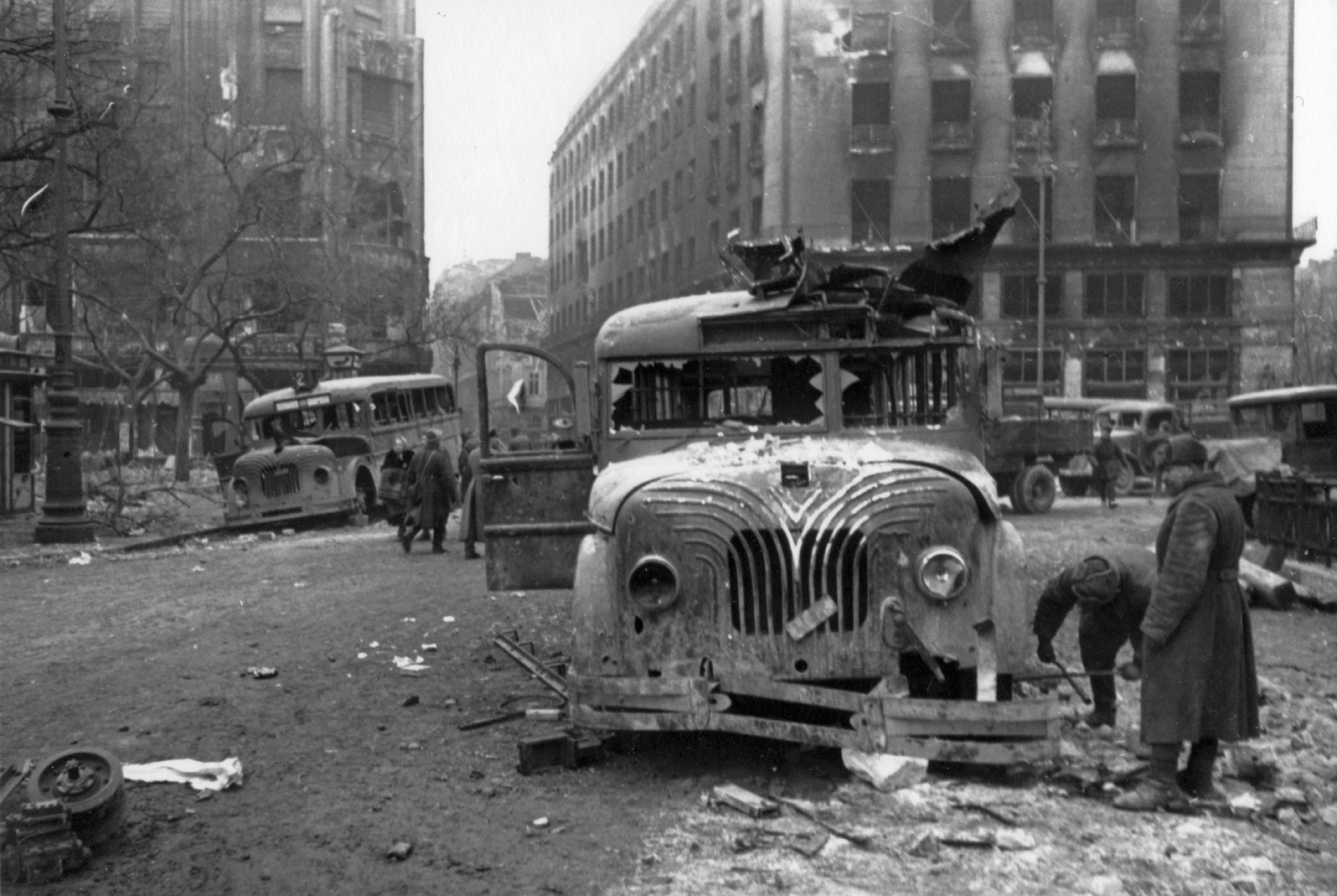
L'aspetto di Budapest dopo il duro assedio eseguita da parte dell'Armata Rossa, terminato nel febbraio 1945

Il 21 gennaio 1945, il nuovo governo provvisorio filo-alleato capeggiato dal generale Miklós, formatosi il 23 dicembre e sostenuto da una coalizione di quattro partiti, siglò l'armistizio con gli Alleati a Mosca. I tedeschi contrattaccarono a Székesfehérvár nell'ambito dell'Operazione Frühlingserwachen a marzo con il supporto di unità corazzate, ma i sovietici riuscirono infine a scacciarle dal territorio ungherese lacerati dai combattimenti il 4 aprile.

### Il dopoguerra e la fine della monarchia
La coalizione al sostegno del governo provvisorio di Miklós si basava su una coalizione composta dal Partito Comunista, dal Partito Socialista, dal Partito dei Piccoli Proprietari Indipendenti e dal Partito Nazionale dei Contadini. Il primo aveva scarso peso ma poteva far leva sul sostegno sovietico, il secondo vantava sostenitori nelle città, il terzo nelle campagne e il quarto era un piccolo gruppo di intellettuali radicali esperti del problema agrario. I tentativi dei comunisti di sostituire la vecchia amministrazione con un sistema di consigli concordato dai partiti della coalizione e di estendere la loro influenza non riscossero grande fortuna. Il nuovo parlamento provvisorio fu formato con l'accordo dei quattro partiti, con un'equa distribuzione dei seggi ad eccezione dei contadini, che ricevettero un numero leggermente inferiore. Il Ministero degli Interni fu affidato a un contadino nazionale amico dei comunisti, che iniziò ad estendere la sua influenza; il Ministero dell'Agricoltura fu lasciato nelle mani del comunista Imre Nagy, che lanciò immediatamente una riforma agraria per accattivarsi le simpatie dei contadini. I comunisti iniziarono ad assumere una certa influenza anche nei sindacati e ebbero il sostegno dei socialisti.
Unitisi in una coalizione, questi due partiti subirono una pesante sconfitta per mano dei Piccoli Proprietari nelle elezioni municipali della capitale alla fine dell'anno; il voto maggioritario a loro favore fu in realtà una protesta contro la deriva sovietica. Dopo aver respinto la proposta sovietica di fissare la percentuale di deputati per ciascun partito indipendentemente dal risultato elettorale, i Piccoli Proprietari ottennero un'ampia vittoria alle urne (57% rispetto al 17% dell'alleanza social-comunista e al 7% dei nazional-contadini). L'esponente a capo del partito vincitore, Zoltán Tildy, diede vita a un nuovo governo che abolì la formale monarchia vacante istituita nel 1920 sotto Horthy e proclamò la Repubblica il 1º febbraio 1946, di cui divenne presidente.

### Esecutivi ungheresi
| Capo di gabinetto      | Insediamento     | Caduta           | Stampo       |
| ---------------------- | ---------------- | ---------------- | ------------ |
| Mihály Károlyi         | 1º novembre 1918 | 11 gennaio 1919  | Progressista |
| Dénes Berinkey         | 18 gennaio 1919  | 22 marzo 1919    | Progressista |
| Sándor Garbai          | 22 marzo 1919    | 23 giugno 1919   | Progressista |
| Antal Dovcsák          | 24 giugno 1919   | 1º agosto 1919   | Progressista |
| Gyula Peidl            | 1º agosto 1919   | 6 agosto 1919    | Progressista |
| István Friedrich       | 7 agosto 1919    | 24 novembre 1919 | Liberale     |
| Károly Huszár          | 24 novembre 1919 | 14 marzo 1920    | Liberale     |
| Sándor Simonyi-Semadam | 14 marzo 1920    | 19 luglio 1920   | Conservatore |
| Pál Teleki             | 19 luglio 1920   | 14 maggio 1921   | Conservatore |
| István Bethlen         | 14 aprile 1921   | 19 agosto 1931   | Conservatore |
| Gyula Károlyi          | 19 agosto 1931   | 4 ottobre 1932   | Conservatore |
| Gyula Gömbös           | 4 ottobre 1932   | 6 ottobre 1936   | Conservatore |
| Kálmán Darányi         | 2 novembre 1936  | 14 maggio 1938   | Conservatore |
| Béla Imrédy            | 14 maggio 1938   | 16 febbraio 1939 | Conservatore |
| Pál Teleki             | 16 febbraio 1939 | 3 aprile 1941    | Conservatore |
| László Bárdossy        | 3 aprile 1941    | 7 marzo 1942     | Conservatore |
| Miklós Kállay          | 9 marzo 1942     | 23 marzo 1944    | Conservatore |
| Döme Sztójay           | 23 marzo 1944    | 29 agosto 1944   | Conservatore |
| Géza Lakatos           | 29 agosto 1944   | 15 ottobre 1944  | Conservatore |
| Ferenc Szálasi         | 16 ottobre 1944  | 28 marzo 1945    | Ultradestra  |
| Béla Miklós            | 22 dicembre 1944 | 15 novembre 1945 | Liberale     |

## Economia

### Situazione nel dopoguerra
Agricol...IndustriaSettore ...Commerc...Trasporti...Funzionari...Forze armateLatifondisti,...Servizi domesticiAltroAgricolturaIndustriaSettore minerarioCommercio e bancheTrasporti e comunicazioniFunzionari e liberi professionistiForze armateLatifondisti, pensionatiServizi domesticiAltro
Agricol...IndustriaSettore ...Commerc...Trasporti...Funzionari...Forze armateLatifondisti,...Servizi domesticiAltroAgricolturaIndustriaSettore minerarioCommercio e bancheTrasporti e comunicazioniFunzionari e liberi professionistiForze armateLatifondisti, pensionatiServizi domesticiAltro
Dopo il trattato del Trianon del 1920, l'Ungheria fu limitata a una frazione del suo precedente territorio e perse vaste aree industriali, il 45%, pur mantenendo il 50,9% della popolazione impegnata nel settore secondario. In particolare, mantenne l'82% degli impiegati nell'industria pesante e il 70% dei dipendenti attivi nel settore bancario. Inoltre, conservò il 48% dei campi coltivati di grano, il 64,6% di segale e il 35,8% di quelli di mais, pur avendo mantenuto solo il 30% circa dei territori agricoli di epoca prebellica.
Le perdite territoriali ebbero importanti conseguenze economiche: l'industria ungherese perse infatti gran parte delle sue materie prime e l'agricoltura dovette accettare la scomparsa dei suoi precedenti mercati in quelle che erano state le province occidentali del defunto impero austro-ungarico. Le difficoltà di cambiare destinazione alle esportazioni agricole dovute alla concorrenza di altri Paesi complicò l'adattamento alle nuove condizioni del Paese. Gli Stati successori dell'Impero imposero misure autarchiche che ostacolarono il commercio tra le varie entità nazionali sorte. Le perdite comprendevano il 43% delle terre arabili, l'84% delle foreste, il 58% delle ferrovie, il 60% delle strade, l'83% del ferro, il 29% della lignite e il 27% del carbone bituminoso. Il grado di sviluppo dell'Ungheria fu intermedio, simile a quello della Polonia, con una nazione principalmente rurale e un'industria dalla media rilevanza a livello economico.
L'Ungheria rientrava nelle nazioni europee periferiche, in quanto sempre più distanti per ricchezza, produttività e risorse da quelle occidentali. Come in altri Stati limitrofi, anche le classi privilegiate subivano la doppia pressione della concorrenza delle nazioni più ricche e del nuovo modello sovietico. La reazione a queste pressioni diede origine al radicalismo di estrema destra, un misto di rifiuto dell'internazionalismo comunista e nazionalismo contro i più ricchi paesi.
Sia la produzione agricola che quella industriale nel dopoguerra erano molto più basse rispetto al periodo antecedente al 1914. Nel 1920, la prima raggiungeva a malapena il 50-60% del livello prebellico e la seconda il 35-40%. Le esportazioni agricole erano crollate durante la guerra e nel 1922 avevano recuperato soltanto il 41 % del livello prebellico. Le esportazioni industriali subirono un processo simile e nel 1921 raggiunsero solo il 57 % di quelle realizzate prima del conflitto.

### Agricoltura
Con più della metà della popolazione impegnata nell'agricoltura, ossia il 55,8 %, la distribuzione della terra appariva anche a uno sguardo superficiale estremamente diseguale. Infatti, mentre alcune centinaia di famiglie nobili possedevano più della metà della terra arabile, circa tre milioni di contadini (il 70 % della popolazione rurale) dovevano convivere con terre vaste tra uno e sette acri (cioè tra circa 4.000 e 28.500 m², il 10% della terra arabile totale) oppure non avevano affatto dei possedimenti (è il caso del 40% della popolazione rurale, cioè di 1.600.000 persone). La maggior parte delle piccole aziende agricole dei piccoli proprietari, ovvero 1.500.000 persone, era insufficiente garantire la sopravvivenza, circostanza che costrinse i proprietari a lavorare nelle fattorie altrui per guadagnarsi da vivere, come nel caso dei braccianti a giornata privi di proprietà personali. Dato l'eccesso di manodopera rurale, in media questi gruppi potevano essere impiegati solo per circa cinque mesi all'anno. D'altro canto, i dipendenti dei latifondi vivevano in condizioni semifeudali, in maniera simile alla servitù della gleba, e la loro libertà di movimento si trovava limitata, in quanto non potevano lasciare il posto di lavoro senza il permesso del proprietario terriero. In una condizione simile versavano pure i lavoratori a giornata, che erano facilmente sfruttati e spesso lavoravano in condizioni disumane.
| Tipo                               | Superficie posseduta (in gioghi) | Numero  |
| ---------------------------------- | -------------------------------- | ------- |
| Nessun possedimento                | -                                | 400.000 |
| Piccoli proprietari                | 8.000.000                        | 840.000 |
| Grandi e medi proprietari terrieri | 7.600.000                        | 10.760  |

La concentrazione dei latifondi aumentò dopo la guerra, poiché le perdite territoriali causarono danni maggiormente sensibili per i piccoli proprietari. La riforma agraria varata nel 1920 confiscò e distribuì appena un nono di tutti i terreni coltivabili, in parte grazie alle manovre dell'associazione dei proprietari terrieri, che si fece carico di ridurre l'impatto delle norme appena promulgate. Il provvedimento, dalla portata invero assai modesta, distribuiva piccoli appezzamenti di qualità inferiore a circa 700.000 contadini, costretti a pagare per ottenerli delle somme che li gettarobo sul lastrico; dal canto loro, invece, gli ex proprietari ricevettero un risarcimento per le perdita patita. I nuovi piccoli proprietari, incapaci di guadagnarsi da vivere con i loro miseri possedimenti, erano spesso alla mercé dei grandi proprietari terrieri, nelle cui fattorie dovevano lavorare per sopravvivere. La fine del periodo controrivoluzionario pose fine anche a qualsiasi tentativo di riforma o redistribuzione in maniera più ampia. A differenza di altri Stati circostanti, l'Ungheria preservò il suo sistema agricolo semifeudale con grandi fattorie, in parte perché erano un pilastro fondamentale del sistema politico.

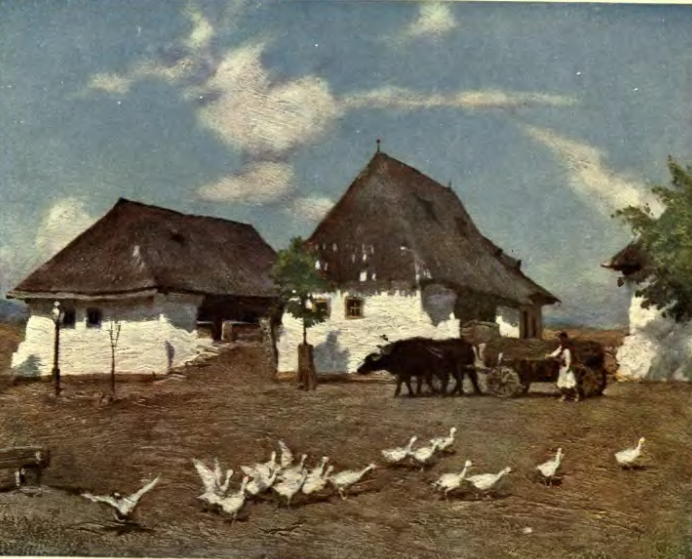
Case contadine in Ungheria. La campagna ungherese non cambiò quasi mai durante il periodo interbellico, con un numero eccessivo di persone che viveva in condizioni precarie e la terra divisa in grandi proprietà e piccoli terreni nemmeno bastevoli per l'agricoltura di sussistenza. Lo sviluppo industriale non si rivelò sufficiente a porre fine alla sovrappopolazione rurale e non ebbe luogo alcuna grande riforma agraria

La distribuzione dei latifondi non si dimostrò sufficiente a risolvere il problema agrario ed era contraria agli interessi degli aristocratici che sostennero il governo durante gli anni Venti e parte degli anni Trenta. Secondo il governo, i problemi sociali ed economici dei contadini erano una conseguenza del trattato di pace, per cui cercò di deviare il malcontento e incanalarlo verso il revisionismo, mantenendo intatta la tradizionale struttura sociale feudale-borghese. Il percorso d'industrializzazione del Paese appariva finalizzato a perseguire l'ambizioso progetto di ridurre la sovrappopolazione nelle campagne. Poiché occorreva disporre di un'economia sana, vari degli esecutivi che si susseguirono preservarono rapporti generalmente buoni con i finanziatori ebrei, come era già accaduto prima del 1914. Allo stesso tempo, aumentò ulteriormente l'antisemitismo dell'opposizione di ultradestra, che vedeva negli ebrei la colonna portante del regime. Inoltre, per favorire lo sviluppo della produzione industriale nazionale, aumentò le tariffe su alcuni prodotti industriali. Queste tariffe, che lesero ulteriormente la capacità d'acquisto delle popolazione rurale, servivano a finanziare nuove industrie. Nella sostanza, gli abitanti delle campagne contribuirono economicamente allo sviluppo industriale, pagando però una riduzione degli introiti derivanti dalla produzione agricola e una stagnazione dei propri redditi, che in realtà erano già bassi. La chiave per la bilancia dei pagamenti e i fondi per la sua industrializzazione passavano per l'esportazione di grano a basso costo. Questo obiettivo compiaceva, oltre che la strategia di Bethlen, il mantenimento di grandi latifondi, a cui si doveva la maggiore quantità di prodotti per l'esportazione. Come risultato di questa politica, il tenore di vita della popolazione rurale fu sacrificato, con la precisa idea di virare gli agricoltori in parte verso l'industria. Il settore secondario, tuttavia, non crebbe mai abbastanza da assorbire l'eccesso di popolazione rurale, evento che mantenne basso il potere d'acquisto interno Alla vigilia della seconda guerra mondiale, metà della popolazione era ancora impegnata nell'agricoltura.
PrezzoAnno0204060801001201926192719281929193019311932Prezzo dei prodotti agricoli
Sebbene l'inflazione dei primi anni del dopoguerra avesse consentito ai contadini di saldare i debiti accumulati, mancava comunque il capitale necessario a sostituire gli animali e gli attrezzi andati distrutti durante la guerra o per acquistare nuovi macchinari, una situazione questa che portò a un rapido indebitamento per finanziare questi acquisti. A ciò si aggiungevano le precarie condizioni generate dalla semina tardiva a causa della mancanza di macchinari che dovevano essere affittati, da un'assenza di rotazione delle colture e da un'abbondanza di terreni incolti.
Sebbene la produzione e l'esportazione di prodotti agricoli fossero elevate, i prezzi ottenuti per questo erano completamente dipendenti dal mercato mondiale. La Grande depressione inflisse un duro colpo all'economia ungherese e, in particolare, al settore primario, specie se si considera che i prezzi dei cereali crollarono sul mercato mondiale. Il costo di cento chilogrammi di grano passò dai 25,84 centesimi del 1929 ai 7,15 del 1933, la segale da 20,66 a 3,65, il mais da 17,51 a 7,75. La quantità delle esportazioni agricole discese del 49,9%, mentre il loro valore del 70,3%. Con perdite nette per la maggioranza dei produttori, l'indice della produzione agricola mutò da 100 nel 1929 a 44,8 nel 1932, con ampi appezzamenti rimasti incolti. La crisi lasciò i lavoratori magiari a giornata e a cottimo sull'orlo della fame, con i piccoli proprietari che smisero di produrre per vendere e si dedicarono a un'agricoltura di sussistenza; anche i grandi proprietari terrieri furono costretti a indebitarsi. Il numero di cittadini costretti a queste restrizioni aumentò drammaticamente, nonostante le misure governative emesse a favore degli indebitati; circa metà della popolazione rurale divenne disoccupata quando la produzione calò. Il crollo dell'agricoltura si avvertì a cascata sul bilancio statale, complice la riduzione dei salari, mai tornata ai livelli pre-1929, e l'incapacità delle industrie di acquistare importare materie prime, con conseguente licenziamento dei dipendenti in numero pari al 27% dei lavoratori attivi nel settore secondario e aumento della disoccupazione. Nel 1931 la crisi peggiorò quando furono cancellati i crediti a breve termine concessi al Paese e gli investitori stranieri fuggirono.
La grave crisi economica favorì l'ascesa della destra radicale a livello nazionale e l'aumento dell'influenza delle potenze fasciste, Italia e Germania in primis, gli unici acquirenti della produzione agricola ungherese che smisero di assorbire il mercato internazionale e, nel caso della Germania, destinataria di parte dei suoi disoccupati. Fu soltanto nel 1936 che la crisi poté dirsi superata, malgrado alcuni prezzi non tornarono ai livelli antecedenti alla Grande depressione.
I tentativi della destra radicale di promulgare una seria riforma agraria si arenarono. I possedimenti in mano a cittadini semiti, che avrebbero dovuto essere espropriati con la legge del 1942, rimasero perlopiù nelle mani dei loro vecchi proprietari, soprattutto i latifondi. La medesima sorte toccò alle grandi proprietà dei proprietari terrieri gentilizi; le pressioni dei conservatori e della Chiesa cattolica modificarono la legge del 1940, restringendo significativamente le terre interessate dal provvedimento e lo rinviarono alla fine della guerra, di fatto annullandolo. A parte l'aumento della produzione di prodotti destinati all'industria e una certa diminuzione della percentuale di popolazione impegnata nell'agricoltura, la situazione nelle campagne cambiò molto meno che in città durante la guerra, e la campagna continuò a rimanere in mano ai latifondisti (il 48,1% della terra arabile consisteva in fattorie con più di 100 gioghi e il 29,9% in fattorie con più di 1.000 gioghi). L'1% della popolazione possedeva più della metà di tutta la terra arabile e delle piccole proprietà, con tre milioni di contadini, ossia un terzo della popolazione totale, erano privi di terra o possedevano solo appezzamenti insufficienti, inferiori a cinque gioghi; essi comprendevano solo un decimo della terra arabile. Due terzi delle località di campagna dell'Ungheria, con il 70 % della sua popolazione rurale e il 30 % dell'intera nazione, non ricevevano forniture di elettricità alla vigilia della seconda guerra mondiale.

### Industria, commercio e finanza
Gran parte dell'industria, del commercio e della finanza erano nelle mani della borghesia ebraica, il cui rapporto con il potere peggiorò sia durante il periodo rivoluzionario che controrivoluzionario. István Bethlen, sia per tradizione che per convinzione della necessità di una buona immagine del Paese e di aiuti finanziari esteri per lo sviluppo economico, si oppose al crescente antisemitismo caldeggiato dall'estrema destra. Nonostante il preponderante peso del settore primario, gli esecutivi del periodo interbellici tentarono spesso di incoraggiare lo sviluppo industriale e commerciale, come sperava la piccola e oligarchica alta borghesia ebraica.
Percentuale di impianti inattiviAnno05101520253019291930193119321933Percentuale di impianti inattivi
Durante il decennio di Bethlen, l'economia si riprese notevolmente, tranne che per l'agricoltura, la cui produzione ristagnò al livello prebellico. L'industria crebbe notevolmente: il numero di lavoratori passò da 136.808 a 236.284, il tasso di produzione industriale quasi triplicò e la percentuale del PIL dovuta all'industria aumentò dal 23,3% al 31,3%. Tra il 1924 e il 1929, il PIL crebbe in media del 6% all'anno, soprattutto grazie allo sviluppo dell'industria. Il principale beneficiario di questo maggior benessere fu la classe imprenditoriale urbana, ma anche il proletariato delle città. I salari dei lavoratori urbani tornarono al livello prebellico entro la fine del decennio, anche se le loro condizioni di vita non si ristabilirono mai completamente, nonostante lo già scarso potere d'acquisto antecedente alla Grande Guerra. La produzione industriale superò leggermente quella del 1913 entro la fine del decennio, anche se la ripresa si concentrò nell'industria leggera, mentre quella pesante riuscì a riprendersi solo grazie al riarmo alla fine del decennio successivo. Anche in questo caso, la produzione industriale della regione era bassa, attestandosi appena al 2% del totale europeo. Il protezionismo governativo favorì lo sviluppo dell'industria nazionale, ma a costo di rendere più costosi i prodotti industriali. La tecnologia industriale, che era notevolmente progredita nell'Europa più sviluppata, non fece registrare progressi degni di nota nella regione.
Nei primi anni, il governo promosse l'inflazione, facendo ricadere il costo della ricostruzione sui salariati e facilitando la borghesia e i proprietari terrieri a pagare i debiti con una valuta più debole. A partire dal 1924 e con una classe operaia poco tutelata e con salari ridotti (nel 1923 il salario medio era appena la metà del potere d'acquisto del 1914) facilitò gli investimenti stranieri e contenne l'inflazione. Nel 1925, furono imposte delle tariffe elevate.
Il credito ottenuto con l'avallo della Società delle Nazioni, tuttavia, non era destinato principalmente a favorire le attività produttive, ma a pagare il debito austro-ungarico, il bilancio e la stabilizzazione finanziaria. I proventi delle esportazioni non erano sufficienti a ripagare il debito estero, il che rese necessario l'accensione di nuovi prestiti. A questo primo prestito ne seguirono altri ottanta nel corso del decennio, per un totale di tre miliardi di pengő, la nuova valuta. Questo continuo indebitamento, base della ripresa come in altre realtà dell'Europa centrale, rese l'Ungheria la nazione europea con il debito pro capite più alto nel 1930. Questi prestiti presentavano ulteriori svantaggi, essendo a breve termine e ad alto tasso d'interesse, oltre ad essere in parte utilizzati per coprire le spese pubbliche o le proprietà terriere, una conseguenza del sistema sociale obsoleto del Paese. Quasi il 35% dell'importo poteva essere investito in attività produttive o sociali. Sebbene l'Ungheria e altre potenze dell'Europa centrale avrebbero avuto bisogno di crediti a lungo termine per la loro ricostruzione economica, esse ne ricevettero a rapida scadenza. Le banche viennesi mantennero inoltre un ruolo importante come prestatori intermediari del commercio e dell'industria in tutta l'area. Inoltre, l'investimento di capitale interno non era adeguato, il che impediva di ridurre la dipendenza dai finanziamenti esteri. Anche gli investimenti di capitale interno erano inadeguati, il che rendeva impossibile ridurre la dipendenza dai finanziamenti esteri. Il continuo deficit commerciale, anch'esso coperto dal credito, finiva per annullare questa fonte di valuta estera. Il sistema era sostenuto da continui prestiti, una situazione che si concluse con la Grande depressione, archiviò l'apparente ripresa. Nel 1931 il sistema creditizio crollò e gran parte del capitale straniero lasciò il territorio magiaro. Inoltre, a partire dal 1929, il prezzo delle esportazioni agricole, la principale fonte di valuta estera, era rapidamente diminuito, il che complicava il pagamento del debito estero. In pratica insolvente, il 1º gennaio 1932 il Paese iniziò ad applicare una moratoria nel pagamento del debito estero, situazione che nei mesi successivi si estese a quasi tutta la regione.
PercentualeAnno010203040501928193319341935193619371938Esportazioni GermaniaEsportazioni Regno UnitoEsportazioni FranciaImportazioni GermaniaImportazioni Regno UnitoImportazioni Francia
Il commercio regionale fu complicato fin dal dopoguerra dagli sforzi di tutti i Paesi di aumentare il più possibile la propria autosufficienza, poiché si anelava all'autarchia. Il crollo degli scambi, in particolare con la Cecoslovacchia dopo la fine del trattato commerciale nel dicembre 1930, non si rivelò senza conseguenze per l'economia dell'Ungheria. I tentativi del governo di aumentare le esportazioni attraverso sussidi, in particolare quelli destinati ai paesi senza commercio regolamentato, non riscossero grande successo. Nel 1932, l'anno peggiore per il commercio magiaro, le esportazioni toccarono appena il 32,3% del valore di quelle del 1929 e le importazioni il 30,9%. Nel 1932, il 57% delle esportazioni partiva alla volta di Paesi con commercio regolamentato; nel 1934 la percentuale era salita al 79%. I protocolli di Roma del 1934 alleggerirono in qualche modo la situazione delle esportazioni del settore primario, ma il grande miglioramento arrivò con la firma di un accordo commerciale con la Germania lo stesso anno che garantiva l'esportazione di alcune quote di importanti produzioni agricole. La fine della politica autarchica della Germania nel 1934, grazie alla decisione del nuovo ministro dell'Economia Hjalmar Schacht, portò a un aumento vertiginoso degli scambi commerciali tra il Reich e i Paesi dell'Europa sud-orientale. Febbraio coincise con la sottoscrizione di un nuovo accordo commerciale, il quale consentì tra le altre cose all'Ungheria di vendere le sue eccedenze agricole e preservare il possesso dei latifondi sequestrati. Ad ogni modo, l'Ungheria dovette dipendere dall'industria tedesca, ammettere un valore artificialmente alto per il marco tedesco e di rendere la sua economia dipendente da quella della Germania, da cui otteneva i mercati di esportazione e le forniture industriali. Il commercio bilaterale era regolato da commissioni congiunte che aumentarono gradualmente le quote di esportazione verso il Reich nel corso del decennio. Tra il 1933 e il 1935 le esportazioni verso la Germania raddoppiarono, raggiungendo il 23,9% del totale. La Germania, che pagava prezzi superiori a quelli del mercato internazionale, assorbì gran parte delle esportazioni ungheresi senza però saldare il conto in valuta estera. Il mercato tedesco ridusse le spese di bilancio ungheresi necessarie per sovvenzionare le esportazioni senza far crollare i prezzi dei prodotti agricoli. Nel 1937, il 54% delle esportazioni ungheresi giungeva in Germania, Austria e Italia, mentre i Paesi con libero scambio costituivano solo una cifra compresa tra il 10 e il 25%. La Germania costituiva il 44,2% delle importazioni magiare e, nel 1938, il totale salì a poco più del 50% sia con riferimento alle importazioni sia con riguardo alle esportazioni.
Grazie a questo rilancio del commercio e alla disponibilità del Reich ad accogliere i lavoratori a giornata ungheresi, l'economia e, allo stesso tempo, l'opinione popolare sulla Germania migliorarono. Questo aumento del commercio con la Germania e l'avvio della politica di riarmo trascinarono la nazione fuori dalla depressione economica nella seconda metà degli anni Trenta. Le condizioni di vita e di lavoro per gli impiegati dell'industria rimasero precarie, ma lo sviluppo delle aziende legate al riarmo stroncò quasi del tutto la disoccupazione. L'industria si modernizzò e iniziò ad assumere un certo peso in alcuni settori, come le telecomunicazioni o la produzione di strumenti elettrici e prodotti farmaceutici. Malgrado i passi avanti, il settore secondario continuò a patire alcune debolezze, ovvero una grande dipendenza dalla Germania, un grande concentrazione di attività nella capitale e una produttività ancora basso rispetto alla media europea. La sua crescita, inoltre, non apparì sufficiente per eliminare la sovrappopolazione rurale. L'annessione tedesca dell'Austria, che occupava ancora una posizione importante nel commercio regionale, sancì di fatto a Berlino la supremazia economica sull'intero bacino del Danubio. L'economia ungherese, così come quella della regione nel suo insieme, divenne semicoloniale.
La guerra accelerò notevolmente l'industrializzazione, tanto che in cinque anni, dal 1938 al 1943, il numero degli operai industriali crebbe del 61,5% e il valore della produzione industriale del 37,5%, più che nel resto del periodo interbellico. Nel 1943, anno di maggiore produzione dell'industria militare, si verificò una carenza di manodopera che toccò più di 600.000 persone. Il rapido sviluppo, incentrato sull'industria pesante, fu gestito direttamente dalle autorità statali. Nonostante la grande distruzione causata ultimi due anni del conflitto globale, l'Ungheria mantenne un livello di impiegati attivi nel settore secondario più alto di quanti ne avesse nel 1938. Nonostante la sua ragguardevole crescita, l'industria nazionale fallì nel tentativo di coprire i bisogni militari. Nemmeno gli aiuti nazisti, giunti perché Berlino voleva aumentare la produzione industriale ungherese a suo vantaggio, riuscirono a risolvere l'insufficiente produttività. Dopo l'occupazione, i tedeschi tentarono di aumentare la produzione, ma i bombardamenti e la mancanza di materie prime vanificarono i loro piani.

## Società

### Conservatorismo e nazionalismo
Il regime di Horthy si contraddistinse per la sua natura conservatrice, il nazionalismo sciovinista e il convinto anticomunismo. L'ideologia della controrivoluzione, la prima protofascista del dopoguerra, mescolava elementi di nazionalismo e antimarxismo ed è stata definita «ideologia di Seghedino» (in ungherese Szegedi gondolat). Si trattava nella sostanza di una nebulosa fusione tra lotta al bolscevismo e incorragiamento dell'antisemitismo, del nazionalismo e del revisionismo. Il Paese si presentava come un difensore dell'unità nazionale e del cristianesimo, contrario al liberalismo e al socialismo e baluardo dell'anticomunismo. La reggenza fu sostenuta da un'alleanza instabile di conservatori e membri dell'ultradestra. I radicali di destra (essenzialmente un raggruppamento della bassa nobiltà, degli ufficiali dell'esercito, dei funzionari pubblici e delle classi medie sempre più impoverite) sostenevano anche una certa giustizia sociale e la partecipazione politica delle masse a loro favore; la correzione delle maggiori disuguaglianze che doveva animare tutto ciò doveva avvenire, tuttavia, non a spese della piccola borghesia che essi rappresentavano, ma dell'aristocrazia e della nobiltà ebraica, pilastri del regime conservatore degli anni Venti. Questo gruppo adottò quindi un atteggiamento antifeudale e antisemita. Di seguito un istogramma che riporta la percentuale di poveri ungheresi per fasce di reddito dal ceto più abbiente al ceto più umile.
PercentualeClasse sociale0204060801001919-1931Alta societàCeto medio-altoCeto medioCeto basso
La società era fortemente polarizzata; il potere politico era nelle mani della nobiltà e dell'aristocrazia e il corpo degli ufficiali dell'esercito era praticamente una classe a sé stante. Questo strato della società, così come l'opinione pubblica, era fortemente revisionista e considerava il trattato del Trianon ingiusto e ignominioso. Durante il decennio reazionario di Bethlen, questi riportò in essere il precedente assetto socioeconomico di guerra in cui l'esecutivo arbitrava i rapporti tra i diversi gruppi sociali, in particolare tra la borghesia ebraica, responsabile dell'industria, della finanza e delle relazioni economiche internazionali in genere, e l'aristocrazia e i proprietari terrieri, fonti di prodotti agricoli per l'esportazione e, insieme alla Chiesa cattolica, i principali garanti della stabilità sociale rurale. Anche la ricchezza nazionale era molto mal distribuita, con lo 0,6% della popolazione (circa 52.000 persone) che ne possedeva il 20%.
In un ambiente reazionario come quello dell'Ungheria interbellica, divennero importanti l'ascendenza, i titoli, il rispetto per l'autorità e il tradizionale antisemitismo, insieme al disprezzo per le condizioni delle masse di lavoratori a giornata e degli operai del Paese. Nonostante la notevole mobilità sociale, il regime lasciava trasparire una commistione di rigidità e immobilità, un'apparenza feudale e un celato disprezzo per gli oppositori. La scarsità di incarichi nella pubblica amministrazione favorì i casi di nepotismo e l'elitarismo tradizionalista. Per cercare di integrare le classi medie scontente si tentò invano di creare una nuova nobiltà meritocratica con l'Ordine dei Coraggiosi (Vitézi rend), un'organizzazione malvista dall'aristocrazia tradizionale e al centro del radicalismo. L'esponente più potente del regime, il reggente stesso veniva descritto come un conservatore, tradizionalista e ostile alle idee che avrebbero potuto portare a un cambiamento sociale, al disordine o a una ribellione; per dirla in breve, ci si trovava di fronte a «un uomo con i valori del tempo dell'imperatore Francesco Giuseppe».
Il nazionalismo diffusosi in tutto il Paese si estrinsecò nella creazione di numerose associazioni e leghe patriottiche, tutte nate con la speranza di annullare il trattato del Trianon. Emerse come reazione delle classi privilegiate alla sconfitta nella guerra mondiale e alle trasformazioni che questa aveva comportato, numericamente erano più di diecimila e si distinguevano per il senso di rigetto della democrazia, lo sciovinismo, gli ideali romantici e il razzismo. Tra le più famose si devono ricordare l'Associazione nazionale di difesa ungherese (Magyar Országos Véderö Egyesület o MOVE), fondata e presieduta da Gyula Gömbös, l'Associazione dei magiari in ascesa (Ébredö Magyarok Egyesülete o EME), la Società del giuramento di sangue a doppia croce (Kettöskereszt Vérszövetség) e la Lega culturale ungherese (Magyar kulturliga). Una delle caratteristiche più salienti di queste associazioni, con stretti legami con i gruppi paramilitari del periodo controrivoluzionario, riguardava lo spirito di «azione» e i soliti leitmotiv tipici del periodo interbellico magiaro (anticomunismo, antisemitismo, ecc.). Queste associazioni, spesso composte da membri delle classi medio-basse desiderose di trovare posizioni nell'amministrazione statale, funsero effettivamente talvolta da trampolino di lancio sociale.
L'amministrazione e, in particolare, l'istruzione, affrontarono ampie epurazioni di elementi sospettati di simpatizzare con le due precedenti esperienze repubblicane, in parte anche per facilitare l'incorporazione di funzionari giunti dai territori perduti. Le istituzioni scolastiche licenziarono gli insegnanti più progressisti e imposero un'istruzione sciovinista per tutto il periodo interbellico.

### Classe media espropriata
I ceti medi impoveriti, principali fautori della controrivoluzione del 1919-1920 e del Terrore bianco, provenivano dalla bassa nobiltà, la quale preferiva ricoprire degli incarichi nella pubblica amministrazione, sia nella capitale che sul resto del territorio e disprezzava le attività commerciali e gli industriali, controllati fondamentalmente dalle minoranze ebraiche e tedesche e perciò fonte di tendenze antisemite e scioviniste. Comprendendo funzionari, impiegati pubblici ed elementi della piccola borghesia, essi costituivano lo strato umile delle classi dirigenti ungheresi, perennemente insoddisfatte della loro posizione. Protofascisti, si opposero sia al socialismo che al liberalismo prima del conflitto mondiale, in parte come giustificazione per ottenere il controllo dello Stato contro la concorrenza dei socialisti e della vecchia classe dirigente aristocratica liberale. Anche questa componente sociale favorì l'instaurazione di una dittatura militare antisemita, sciovinista e antisocialista, da lei ammirata, e rifiutò il parlamentarismo e la democrazia. Gli sforzi dell'esecutivo per rivitalizzare queste masse e indirizzarle verso attività industriali e commerciali fallirono: la riduzione territoriale, la crisi economica del dopoguerra e l'atteggiamento stesso degli interessati contribuirono al collasso. Se già nel 1914 il settore pubblico magiaro, tradizionale rifugio di questo gruppo, forniva un impiego a un numero tre volte superiore al necessario per gestire la nazione, le perdite territoriali del Trianon resero la situazione ancora più insostenibile. Ciò malgrado, il totale dei lavoratori del settore in esame non subì quasi alcuna modifica. Al contrario, lo Stato dovette alla fine accettare di assimilare la maggior parte dei funzionari immigrati, i quali si rivelarono poco propensi ad adattarsi a incarichi meno prestigiosi.
Una fonte di disincanto e radicalismo si deve rintracciare nel gran numero di persone con una buona formazione alle spalle che non riusciva a trovare un lavoro con condizioni economiche e sociali soddisfacenti. Questa eccedenza di intellettuali aveva due origini: la riduzione delle dimensioni del Paese senza una proporzionale diminuzione della popolazione con un'istruzione superiore e l'approdo di nuovi studenti universitari a un ritmo che il Paese non poteva assorbire. Con il passare del tempo, i laureati finirono col provenire più dalla nobiltà che dalla borghesia, la quale favoriva i circoli universitari frequentati da esponenti dell'estrema destra. Per moderare il malcontento di questa classe, il governo cercò di inserirne il più possibile nell'amministrazione, acuendo ancor di più il problema dell'eccesso di impiegati. La successiva riduzione parziale degli affiliati ai pubblici uffici non giovò in alcun modo alle casse dello Stato, dal momento che i licenziati vennero di fatto mandati in pensione a spese dell'erario. I grandi tagli vennero effettuati anche in altre aree, come nel caso dei dipendenti delle imprese pubbliche. Il pesante fardello che il sostegno di queste posizioni superflue poneva a carico dello Stato (il 60% del bilancio statale nel 1924 era destinato agli stipendi e alle pensioni degli impiegati statali), unito al crescente debito in crediti a breve termine necessario per questo, si tramutava necessariamente in basso salari, con il risultato che il malcontento crebbe tra questa fascia della popolazione. La situazione peggiorò negli anni Trenta a causa della grave crisi economica: non solo i dipendenti pubblici persero rapidamente una parte significativa dei loro stipendi, ma una quota enorme di neolaureati (medici, ingegneri, professori o avvocati) si trovò senza lavoro. Questa nuova classe di disoccupati, insieme alle classi inferiori, costituì il nucleo dell'opposizione nazionalsocialista del secondo decennio del periodo interbellico. All'inizio del decennio, sostennero Gyula Gömbös e cercarono di applicare delle misure antisemite per eliminare la concorrenza tra i lavoratori per i posti di lavoro scarsi. Nelle dispute tra i radicali guidati da Gömbös e i conservatori guidati da István Bethlen, parteggiarono per il primo, sperando che la sua vittoria li avrebbe avvicinati al potere.

### Chiese e reggenza
Le Chiese cristiane sostennero il regime reazionario di Horthy, a causa della loro spiacevole esperienza durante il breve regime rivoluzionario di Béla Kun, con il risultato che difesero pure le misure di discriminazione contro gli ebrei. István Bethlen abbandonò il confronto con la Chiesa cattolica sulle sue prerogative e sul suo potere che, in ogni caso, appariva già limitato alla vigilia della guerra. La Chiesa dominò l'istruzione primaria e secondaria della popolazione cattolica con la tacita approvazione del governo. Il Ministero dell'Educazione fu guidato, in generale, da alcuni devoti cattolici nei gabinetti di epoca successiva. La Chiesa ottenne inoltre un veto virtuale su alcune cariche amministrative (notai, giudici e politici candidati nei distretti cattolici), che le consentiva di eliminare chi non si conformava al suo ideale religioso. In cambio di queste prerogative, il clero divenne un pilastro importante del regime, sia in campo politico (sostegno ai candidati ufficiali, diffusione del nazionalismo, sostegno all'atteggiamento revisionista in politica estera) sia in ambito sociale.

### Élite aristocratica
Tradizionalmente la classe dirigente ungherese aveva lasciato notevole libertà di margine in ambito commerciale e industriale all'inizio del secolo alle minoranze tedesche, slovacche e, soprattutto, ebraiche.
Bethlen tutelò l'aristocrazia terriera concedendole il ruolo di produttore di grano per l'esportazione, di punto di riferimento della società nelle campagne e di rappresentante non ufficiale del Paese all'estero nell'alta società. La loro rilevanza nella politica nazionale, tuttavia, rimase limitata e controllata da Bethlen. La riforma agraria lambì in maniera limitato la nobiltà e lo Stato arrivò a contrarre un prestito estero per pagare in anticipo il compenso per le terre distribuite, circostanza che rendeva i nuovi proprietari terrieri debitori del Paese. Durante il primo decennio del dopoguerra mantenne il suo tradizionale ruolo di grande importanza nella diplomazia, che diminuì sensibilmente con l'ingresso di Gömbös al governo e praticamente scomparve dal 1939. A livello politico, l'alta nobiltà era generalmente conservatrice, ma pur simpatizzando per la reggenza guardava con sospetto le correnti fasciste.

### Minoranza ebraica

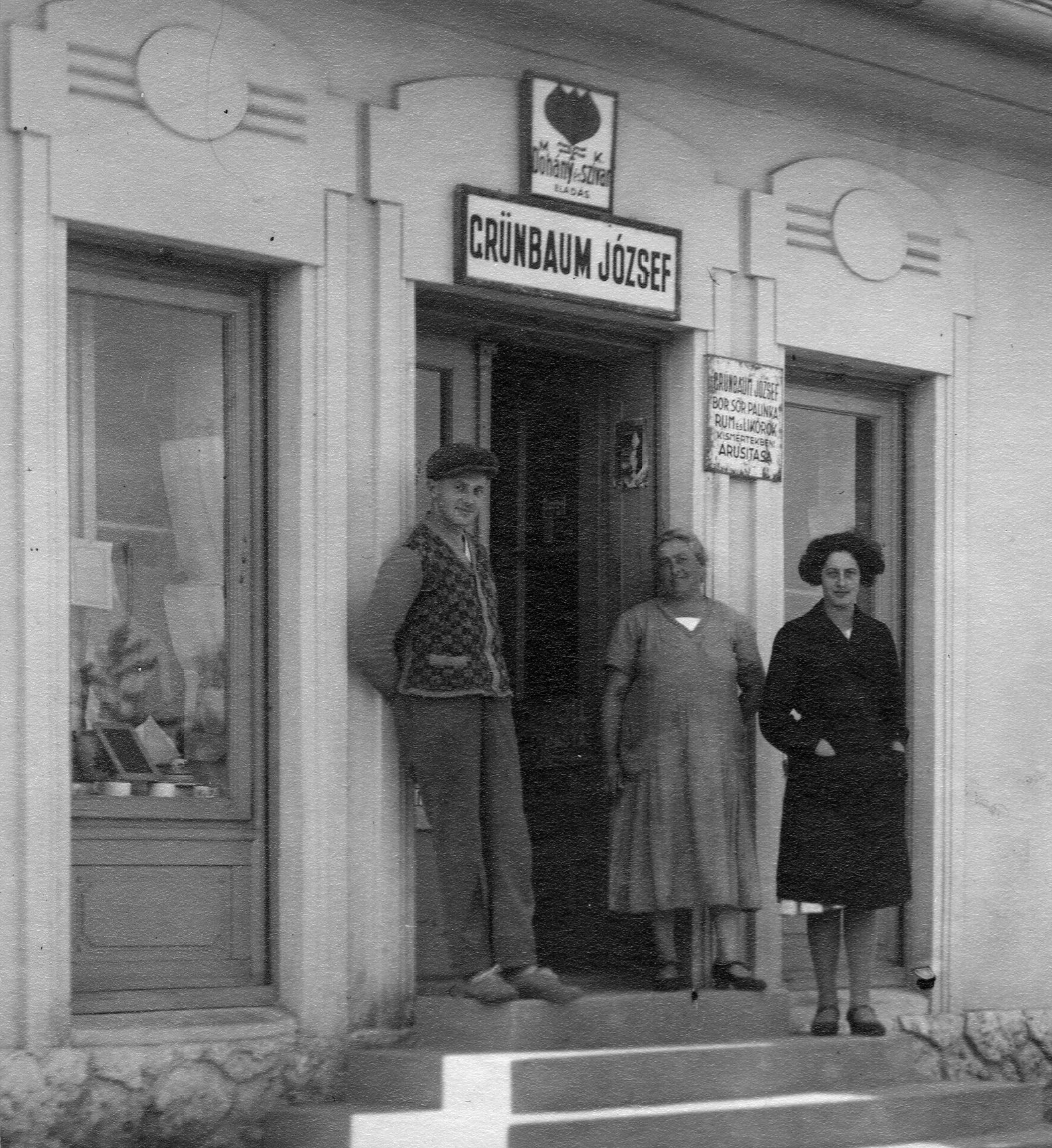
Piccolo negozio ebraico. La minoranza svolse un ruolo importante nel commercio della capitale ungherese

La popolazione ebraica si era quasi dimezzata dopo le perdite territoriali del dopoguerra (da 938.458 a 473.310) ed era diventata più omogenea e più marcatamente borghese. Nel 1930 essa rappresentava il 5,1% della popolazione e un quinto di quella della capitale; in particolare, quasi la metà di questa minoranza risiedeva a Budapest, dove svolgeva un ruolo importante nell'industria, nel commercio o nella finanza. Non va tralasciato l'importante ruolo ricoperto nella gestione dei possedimenti aristocratici nelle loro industrie. Sebbene la comunità nel suo insieme fosse povera, lo era molto meno dell'intera società magiara; il 38% degli ebrei aveva un reddito alto o medio, rispetto all'8,3% per il Paese nel suo insieme. La percentuale di ricchezza nazionale nelle mani della comunità superava di gran lunga la percentuale del gruppo sul totale della popolazione, stimata in un quarto del totale del Paese, quattro quinti dell'industria e quattro delle cinque principali banche, e questa situazione ne fece un importante sostenitore del regime durante il primo decennio dominato da Bethlen. Sebbene Bethlen non avesse abrogato la legge del numerus clausus del 1920, durante il suo mandato la norma non trovò effettiva applicazione e gli ebrei poterono accedere all'istruzione superiore in proporzione maggiore rispetto al dopoguerra, anche se l'enorme proporzione antecedente al 1914 non fu mai più raggiunta. La percentuale di ebrei nelle professioni liberali diminuì quindi solo moderatamente durante il primo decennio del periodo interbellico. Il declino, tuttavia, fu evidente nell'amministrazione e nella politica, dove la comunità ridusse drasticamente la sua presenza. Queste limitazioni, semmai, inasprirono i rapporti tra il governo e la comunità; il primo poteva ancora contare sul sostegno economico della borghesia ebraica, ma non più sul pesante appoggio politico di cui godeva in precedenza, che passò generalmente in capo ai liberali e ai socialdemocratici. Anche la prima guerra mondiale pose fine a un intenso processo di assimilazione culturale della comunità, in precedenza favorito dai governi per aumentare il numero di ungheresi rispetto alle minoranze.

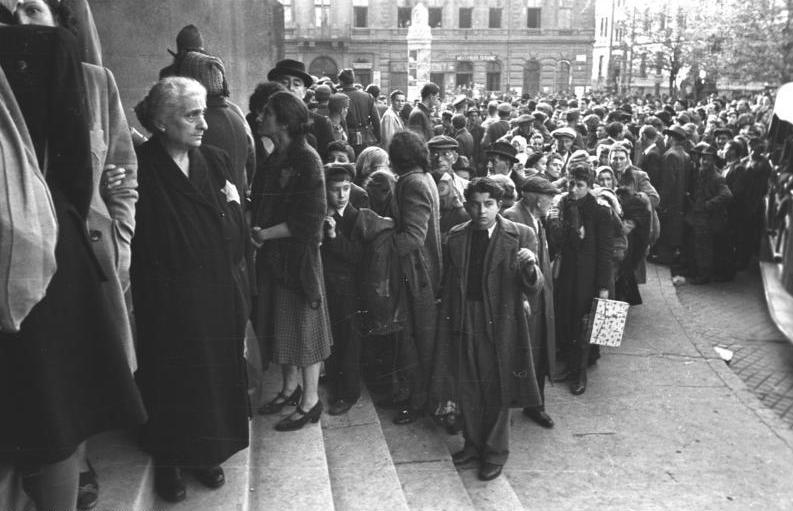
Arresto di cittadini ebrei a Budapest nell'ottobre 1944, dopo la presa del potere da parte di Ferenc Szálasi

Quando arrivò la crisi economica degli anni '30, l'ultradestra intravide nella discriminazione razziale un modo per rimuovere gli ebrei dai loro posti di lavoro per cederli, attraverso un'amministrazione in crescita, all'intellighenzia magiara cristiana che era priva di un numero sufficiente di posti di lavoro e per ottenere finanziamenti per l'industrializzazione senza doversi confrontare con i contadini. Senza la necessità che gli ebrei costituissero una maggioranza magiara nel Paese, come era avvenuto prima della guerra, e con la forte competizione tra la bassa nobiltà e la borghesia per i posti di lavoro nell'amministrazione e nelle professioni liberali, l'antisemitismo crebbe, rinfocolato dall'arrivo della grande crisi economica nei primi anni Trenta. A metà del decennio, con il sostegno del governo, le proteste degli studenti universitari cristiani portarono a una significativa diminuzione del numero di colleghi ebrei.
Alla fine degli anni Trenta e all'inizio del decennio successivo si approvò una serie di importanti leggi discriminatorie, promulgate nel 1938, 1939, 1941 e 1942, che limitavano gravemente i diritti della popolazione ebraica e ne riducevano notevolmente la situazione economica. Con la legge del 1939, più di 50.000 persone persero il lavoro e la comunità perse, secondo le stime, il 18,75% delle sue proprietà; la legge del 1941 proibì i matrimoni tra ebrei e gentili, e le leggi del 1942 espropriarono le loro terre e li espulsero dall'esercito. Discriminati e resi cittadini di seconda classe, gli ebrei ungheresi videro peggiorare la loro situazione dopo l'occupazione nazista del marzo 1944. Gli ebrei più poveri subirono il peso di queste leggi, mentre quelli più abbienti furono generalmente in grado di proteggersi dalle misure, grazie alla loro ricchezza e alla loro influenza e con l'aiuto dei conservatori ungheresi nell'esecutivo. A quel punto diverse decine di migliaia erano morti, in quanto 40.000 erano stati deportati nella Polonia occupata nel 1941, 1.000 finirono uccisi nella Jugoslavia annessa e altri, circa 40.000, caddero vittime sul fronte orientale.

### Contadini
L'ampio ceto contadino ebbe un peso decisamente secondario nell'Ungheria tra le due guerre. Priva di influenza politica o economica, era considerata una classe sociale destinata a scomparire, trasformata in proletariato nella nuova industria di cui sosteneva lo sviluppo o nella nuova agricoltura meccanizzata. Mentre i piccoli proprietari erano una riserva per la classe privilegiata nazionale, il proletariato rurale appariva completamente emarginato e non beneficiava delle leggi sociali approvate durante il periodo. In generale, i contadino magiari vivevano in condizioni di estrema povertà, con alloggi e cibo scadenti, benché le loro condizioni ristagnarono piuttosto che peggiorare durante il periodo. La causa principale del malcontento di questa classe sociale non riguardava tanto il peggioramento delle proprie condizioni, quanto il crescente divario tra queste e quelle del proletariato urbano. L'incapacità della città di assorbire una popolazione rurale sempre più disincantata dalla propria sorte alimentò il malcontento nelle campagne. Non accettando il modello parlamentare, i contadini in genere guardavano all'avvento di un leader forte e virtuoso per risolvere i loro problemi. In questo periodo si diffusero in tutta l'agricoltura magiara le sette religiose, simbolo della disperazione estrema di fronte alla miseria. L'elevata disoccupazione rurale favorì il pagamento di salari bassi a coloro che riuscivano a trovare lavoro nelle campagne. La legge proibì anche la formazione di unioni agrarie e la repressione rimase nelle mani del brutale gendarmeria, decisamente invasiva nelle aree rurali e, paradossalmente, in generale composta da membri di estrazione contadina.
Inizialmente i contadini non avevano un partito politico proprio che riflettesse i loro interessi; il Partito dei Piccoli Proprietari Indipendenti era infatti una formazione basata sulle classi medie progressiste delle città, con esponenti di spicco riformisti ma conservatori. Il controllo dell'agricoltura da parte della gendarmeria impedì un'efficace azione politica da parte dei contadini. A metà degli anni Trenta emerse un gruppo di intellettuali, alcuni di origine contadina, che studiarono a fondo i problemi agrari e in seguito crearono il Partito Nazionale Contadino e collaborarono con socialisti e comunisti.

### Crescita del proletariato urbano
Percentuale di lavoratori disoccupatiAnno01020304019281930193219341936Disoccupati
Il proletariato urbano ricevette un trattamento migliore dal regime neo-corporativo di István Bethlen, a cui andò assegnato un ruolo politico limitato. Furono adottate alcune misure favorevoli, come il ripristino del diritto di sciopero o l'approvazione di alcuni diritti sociali, che culminarono nel 1927 con l'istituzione di un sistema di sicurezza sociale, la limitazione della settimana lavorativa a quarantotto ore e la protezione delle donne e dei bambini che lavorano. Tuttavia, il già basso tenore di vita prebellico non si riprese completamente durante il periodo interbellico. La crisi economica della fine degli anni Venti peggiorò le condizioni dei lavoratori, molti dei quali rimasero disoccupati mentre aumentò l'orario di lavoro di coloro che avevano un'occupazione. Nonostante la legislazione, il lavoro minorile e femminile continuavano a sperimentare in condizioni difficili. La sicurezza sociale era, come i servizi a disposizione degli operai nelle fabbriche (bagni, docce, asili nido, servizio medico, misure di sicurezza o mense) assai inadeguata, con i costi che si dimezzarono tra il 1929 e il 1933. Inoltre, ai lavoratori ungheresi mancava un'indennità di disoccupazione, con il numero dei non impiegati che crebbe rapidamente fino al 1932, ristagnò negli anni successivi e, nel 1937, non era ancora sceso al di sotto del livello pre-crisi. Non solo l'incapacità di trovare lavoro riguardò gran parte della popolazione, ma durò decisamente a lungo e molti di coloro che lo persero nel 1929 lo recuperarono solo nel 1934 o anche più tardi. Benché il numero di persone a carico di coloro che avevano un lavoro aumentò, il salario medio diminuì drasticamente e durante la crisi economica la povertà lavorativa, già tangibile nel 1929, aumentò sensibilmente.
Nel 1921 i socialdemocratici avevano firmato un accordo segreto in base al quale, in cambio della restituzione delle proprietà del partito, dei sindacati e delle cooperative, della libertà di stampa e di campagna e dell'amnistia per i loro prigionieri, si impegnavano a limitare le loro attività alle questioni economiche, a rompere tutti i legami con l'URSS e a limitare la loro attività ai lavoratori urbani. In pratica, si limitarono ad agire nelle città, escludendo dalla loro azione i dipendenti pubblici, i minatori e i lavoratori nel settore dei trasporti. La popolazione rurale rimase ancora una volta isolata nel momento dell'agitazione socialista. Nonostante il miglioramento della loro situazione materiale, sempre di gran lunga inferiore a quella del proletariato degli Stati europei più sviluppati, il proletariato non si rivelò mai un sostenitore del regime tra le due guerre; dapprima appoggiò i socialisti e, alla vigilia del 1939, spostò il suo sostegno a vari gruppi nazionalsocialisti ed estremisti di destra.
ungheresetedescaslovaccarumenacroataserbabunjevci e šokcialtreungheresetedescaslovaccarumenacroataserbabunjevci e šokcialtre
ungheresetedescaslovaccarumenacroataserbabunjevci e šokcialtreungheresetedescaslovaccarumenacroataserbabunjevci e šokcialtre
ungheresetedescaslovaccarumenacroataserbabunjevci e šokcialtreungheresetedescaslovaccarumenacroataserbabunjevci e šokcialtre
Il livello di analfabetismo, invero già basso, diminuì nel tempo: nel 1920 il dato era al 15,2%, nel 1930 al 9,6% e alla vigilia della guerra scese al 4%. La percentuale della popolazione urbana, quella che viveva in città con più di 10.000 abitanti, era alta per la regione, 40,3% nel 1920 e 42,3% nel 1930.

### Altre minoranze
Le minoranze si erano decisamente ridotte nell'Ungheria interbellica, complice un'intensa pressione e strategia di assimilazione culturale. Una volta assorbiti all'elemento etnico maggioritario, i membri della minoranza potevano aspirare a posizioni elevate, come nel caso degli slovacchi nella gerarchia ecclesiastica e dei tedeschi nelle forze armate. La dimensione delle minoranze crebbe tra la fine degli anni Trenta e l'inizio degli anni Quaranta con il recupero dei territori, specie ai danni della Romania.
La principale minoranza, quella teutonica, con circa mezzo milione di membri, condusse una vita assai isolata rispetto alla maggioranza magiara, salvo casi di assimilazione avvenuti fino all'ascesa al potere di Adolf Hitler. Benché ostracizzata da Gömbös, l'agitazione nazista non smise di crescere e di avere una notevole influenza sulla minoranza, soprattutto dopo l'annessione nazista dell'Austria nel 1938. A partire dal 1936, i principali responsabili delle cariche burocratiche di spicco erano nazisti o simpatizzavano fortemente per la Germania.

## Territorio

### Perdite territoriali

I confini dell'Ungheria sanciti dal trattato del Trianon e i relativi abitanti secondo il censimento del 1910

Il 4 giugno 1920 Miklós Horthy firmò il trattato del Trianon, ai sensi del quale l'Ungheria rinunciava a vasti territori dell'ormai dissoltosi Impero austro-ungarico. In totale, l'Ungheria cedette il 72% del suo territorio precedente, passando da 320.452 km² a 92.963 km², e la sua popolazione decrebbe da 20,9 a soli 7,98 milioni di abitanti. Le nazioni che beneficiarono maggiormente della spartizione dell'Ungheria furono l'Austria, la Cecoslovacchia, la Romania (più di ogni altra nazione, se si considera l'acquisizione dell'intera Transilvania, di parte del Banato e di altre aree minori) e la Jugoslavia. L'Ungheria perse il suo unico sbocco al mare, il porto di Fiume, in favore dell'Italia. Dai due milioni e mezzo ai tre milioni di ungheresi, ovvero un terzo del totale, passarono ai Paesi vicini, evento che incoraggiò il desiderio di riconquistare i territori perduti. Per ragioni economiche e strategiche i governi delle nazioni confinanti tentarono di assimilare queste genti quanto più possibile, considerata l'ostilità con Budapest. In alcuni casi, il confine divideva delle regioni abitate da una vasta maggioranza magiara, come nel caso di quello cecoslovacco; non mancarono situazioni in cui la separazione riguardava soltanto pochi chilometri.
Il trattato uniformò la composizione etnica dell'Ungheria; se si considera che l'89,8% della popolazione comprendeva cittadini magiari, una percentuale accresciuta nel corso del ventennio interbellico. La minoranza più numerosa era quella tedesca, in quanto comprendeva il 6,8% della popolazione, mentre decisamente più basso era il numero di cittadini slovacchi, rumeni e croati. Paradossalmente, il trattato di pace eliminò uno dei problemi più persistenti nell'Ungheria prebellica, ovvero quello dell'integrazione delle minoranze.
Oltre alle non trascurabili perdite territoriali ed economiche, il trattato limitava anche le forze armate ungheresi; l'esercito non poteva superare i 35.000 uomini, i quali non potevano essere soldati professionisti ma volontari, mentre la gendarmeria e la polizia non potevano contare su più di 10.000 membri ciascuno. Mentre i tre principali vicini dell'Ungheria (Cecoslovacchia, Jugoslavia e Romania) contavano insieme circa 500.000 uomini nei rispettivi eserciti, quello magiaro non poteva contare su unità aeronautiche, carri armati, artiglieria pesante, uno stato maggiore o sulla facoltà di imporre il servizio militare obbligatorio, espressamente vietata dagli accordi internazionali.

### Revisionismo
La politica ungherese tra le due guerre fu dominata dall'ossessione della classe politica per le perdite subite ai sensi del trattato del Trianon, che lasciò più di tre milioni di magiari, la maggioranza dei quali in alcuni territori confinanti, al di fuori dei nuovi confini del regno. Il revisionismo si susseguì in maniera pressoché ininterrotta nella società ungherese tra le due guerre. Mentre i governi conservatori degli anni Venti e parte degli anni Trenta confidavano nella pacifica revisione del trattato a favore dell'Ungheria con l'appoggio delle potenze occidentali, l'estrema destra preferiva fare affidamento sulle nuove potenze fasciste (Italia e Germania) in ascesa. Il revisionismo territoriale non solo concentrò le energie politiche della nazione, ma servì anche a giustificare la mancanza di riforme interne.
L'irredentismo magiaro era giustificato nella propaganda dell'epoca dall'esistenza del «millenario» regno, una presunta unità geografico-politica naturale nel bacino dei Carpazi in cui la nobiltà magiara, culturalmente superiore a tutti gli altri gruppi, deteneva «naturalmente» il potere. Per gli esecutivi successivi, la rettifica di quelle che consideravano ingiustizie commesse contro l'Ungheria nel trattato di pace divenne un obiettivo primario. La richiesta di un ritorno ai confini anteguerra piuttosto che a confini che seguissero criteri linguistici, così come l'opposizione delle potenze vincitrici (soprattutto della Francia) a modificare le conseguenze della conferenza di pace di Parigi del 1919, ostacolarono il raggiungimento di questo obiettivo.
Una volta ammessa alla Società delle Nazioni, l'Ungheria ricorse a quest'organizzazione internazionale per cercare di raggiungere i suoi obiettivi di revisione territoriale, sia denunciando violazioni delle clausole sul rispetto delle minoranze imposte nei trattati di pace, sia chiedendo delle modifiche alla configurazione delle frontiere. Sebbene la Transilvania fosse il principale oggetto di contesa, la mancanza di sostegno da parte dei poteri per cambiare la situazione nella regione significava che gli sforzi per recuperare la regione erano molto limitati fino alla seconda guerra mondiale. Nei confronti della Jugoslavia, le aspirazioni revisioniste incoraggiate dall'Italia si basavano su strategie discordanti, le quali passavano a volte dal fomento delle divergenze tra serbi e croati, altre dal tentativo di rompere l'alleanza di Belgrado con Praga e Bucarest in cambio della rinuncia a riconquistare la Croazia e di limitare le richieste di plebisciti nel resto del territorio perso nel 1920. La minoranza ungherese in Cecoslovacchia, la nazione più democratica e progressista dell'area, godette della maggiore libertà culturale dell'Europa centrale, ma ciò non smosse Budapest dalle sue rivendicazioni. Con l'Austria i rapporti si mantennero generalmente buoni, salvo un breve periodo di tensione avvenuto nel 1921 in seguito alla disputa sul Burgenland.
Con il consolidamento del potere tedesco negli anni '30, la posizione della destra radicale di sfruttare la Germania per correggere la situazione territoriale guadagnò diversi sostenitori, anche tra i conservatori. Benché Berlino facilitò effettivamente la modifica dei confini tracciati dal trattato del Trianon compiacendo gli ungheresi, questo coincise con una crescente sottomissione dell'Ungheria alla Germania, una tendenza non arrestata in modo efficace dagli esecutivi del tardo periodo interbellico.

### Guadagni e supporto dell'Asse

Espansione territoriale ungherese tra il 1938 e il 1941 rispetto ai confini austro-ungarici e a quelli statuiti dal trattato del Trianon

Fino alla fine degli anni Trenta, l'unico cambiamento territoriale riguardò il recupero di parte del Burgenland, ceduto all'Austria, nel dicembre del 1921 a seguito di un plebiscito nella regione organizzato dall'Italia. Alla fine, i politici ungheresi sconfessarono pubblicamente il trattato del Trianon e le alleanze con la Germania nazista e l'Italia fascista servirono come mezzo per cercare di recuperare le perdite territoriali e di popolazione.
A seguito della crisi dei Sudeti, gli ungheresi ricevettero nel primo arbitrato di Vienna la parte meridionale della Slovacchia e la Rutenia, a maggioranza magiara, e, dopo la scomparsa della Cecoslovacchia nel marzo 1939 e l'istituzione del Protettorato di Boemia e Moravia, il resto della Rutenia, con una piccola popolazione magiara e una maggioranza ucraina. L'arbitrato, condotto da Italia e Germania, fu tacitamente accolto anche dalla Gran Bretagna. Così, nel novembre 1938 l'Ungheria recuperò 12.103 km², ovvero un quinto di quanto sottratto a seguito della prima la guerra mondiale, e, nel marzo 1939, altri 12.171, anche se al prezzo di separare talvolta le comunità ungheresi nelle campagne slovacche e troncare le relazioni economiche tra le due entità statali.

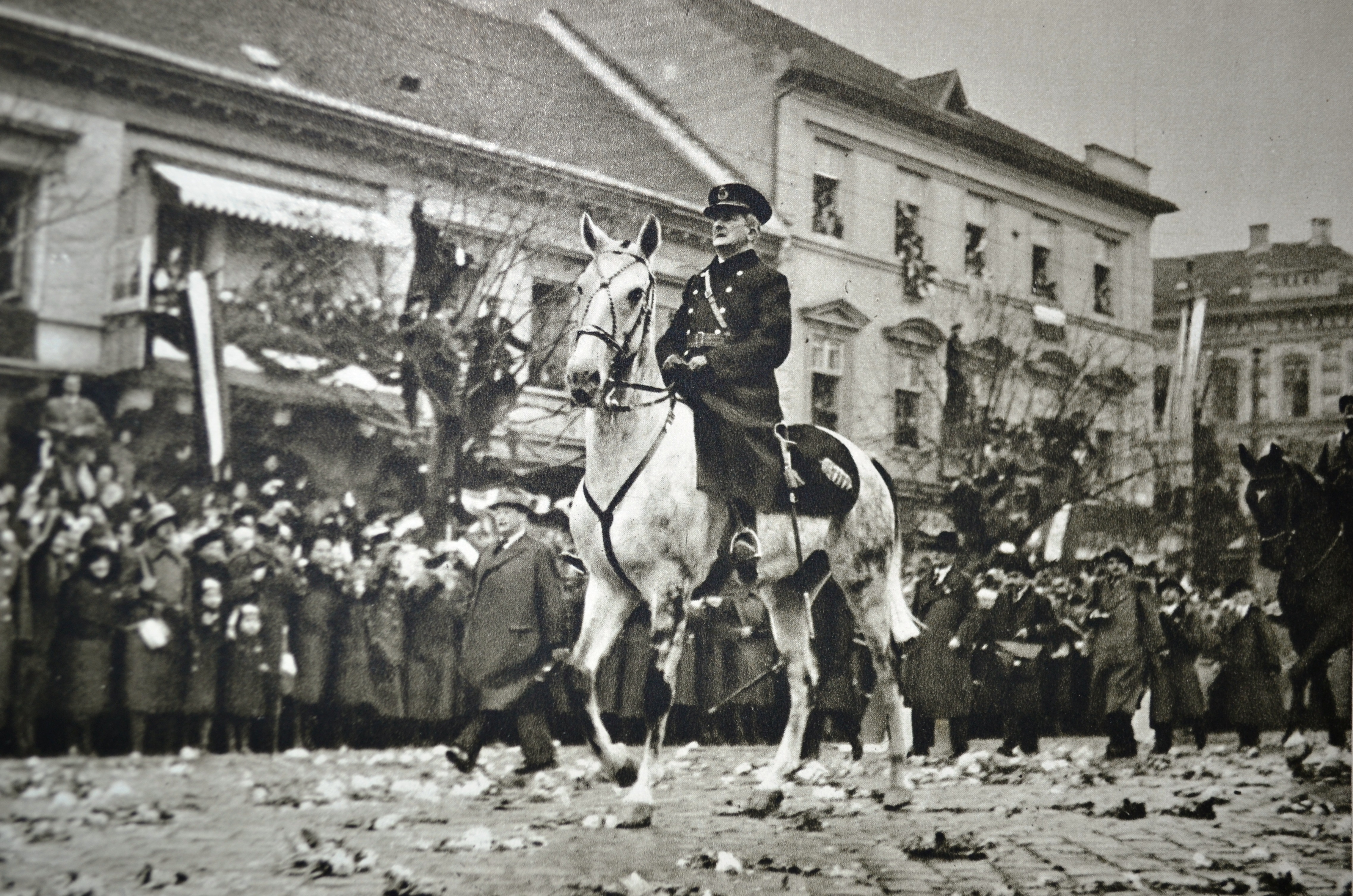
Sfilata trionfale di Horthy a Košice, riconquistata dall'Ungheria grazie al primo arbitrato di Vienna nel novembre 1938

L'occupazione sovietica della Bessarabia e della Bucovina settentrionale compiuta dall'URSS scatenò una nuova crisi nell'estate del 1940, specie quando il governo di Budapest tornò ad avanzare le sue richieste con riguardo alla Transilvania. Nell'ambito del secondo arbitrato di Vienna, organizzato da Italia e Germania nell'autunno del 1940, l'Ungheria riottenne possesso della Transilvania settentrionale (43.492 km², due quinti di quanto perso in quest'area), ceduti con la forza dalla Romania. Questo cambiamento fu il primo ad essere disapprovato dalle potenze rivali dell'Asse e scoraggiato da alcune figure politiche di spicco del Paese. In più, le variazioni territoriali non soddisfacevano nessuna delle due parti, considerando che circa 500.000 magiari rimasero sul lato rumeno del confine e un milione di rumeni passò in terra ungherese.
Nell'aprile 1941, l'Ungheria partecipò all'invasione della Jugoslavia e fu ricompensata con il ritorno di una sezione della Vojvodina. Budapest riguadagnò 11.475 km² e circa un milione di abitanti, circa un terzo degli ungheresi. In totale, tra il 1938 e il 1941 la nazione era praticamente raddoppiata in termini di dimensioni grazie al supporto nazista.
L'armistizio firmato nel gennaio 1945 dall'esecutivo di Béla Miklós con gli Alleati annullò le conquiste territoriali ungheresi in Cecoslovacchia e Romania. Tutte le annessioni furono infatti dichiarate nulle dopo la seconda guerra mondiale e le cessioni si rivelarono definitive.

### Esplicative
1. ↑  Rivendicato senza successo da Carlo IV dal 1920 al 1922.
2. ↑  Le classi privilegiate che stavano riprendendo il potere giustificarono il loro antisemitismo accusando la popolazione ebraica di aver causato la sconfitta militare nella prima guerra mondiale, di aver tratto profitto dal conflitto e di aver sostenuto più di ogni altro partito la repubblica sovietica. In questo modo, si evitò di generali delle acredini con la comunità operaia e contadina: Rogger e Weber (1974), p. 370.
3. ↑  I poteri del reggente erano praticamente quelli del re; pur non potendo concedere titoli nobiliari o porre il veto alle decisioni ecclesiastiche, egli disponeva del potere di nominare il primo ministro, sciogliere le camere, porre il veto alla legislazione e ricopriva il ruolo di comandante in capo dell'esercito. Nel 1925 le sue prerogative furono estese e poté nominare senatori a vita nel ripristinato Senato nazionale: Janos (1981), p. 203.
4. ↑  A porre la firma sull'atto fu il gabinetto di coalizione emerso dalle elezioni di marzo, presieduto da Sándor Simonyi-Semadam, un politico dal peso secondario, che dovette accettare le condizioni imposte dai vincitori. Il ministro degli Affari esteri di questo esecutivo, Pál Teleki, rimosse Simonyi-Semadan dalla carica di capo del governo poco dopo: Ablonczy (2006), pp. 67, 69.
5. ↑  La morte nel 1922 di Carlo IV all'età di soli trentacinque anni eclissò definitivamente questo problema dalla politica ungherese.Rothschild (1990), p. 159.
6. ↑  Nagy-Talavera menziona 70.000 deportati in campi di "rieducazione", 27.000 processi per sovversione durante il periodo repubblicano, 329 esecuzioni, circa 1.200 omicidi e diverse decine di migliaia sfollati dal terrore: Nagy-Talavera (1970), p. 54.
7. ↑  Tuttavia, Nagy-Talavera indica che alcuni eccessi si verificarono ancora nel 1924-1925; i responsabili beneficiarono sempre di un atteggiamento clemente da parte dei tribunali ungheresi: Nagy-Talavera (1970), pp. 57-58.
8. ↑  Nel 1923, il 79% del bilancio statale derivava da riserve auree e di valuta estera: Janos (1981), p. 209.
9. ↑  Le nuove condizioni per l'eleggibilità al voto includevano sei anni di scolarizzazione, sei anni di residenza nella stessa località, essere madre di tre figli o possedere un'attività commerciale, o avere un'istruzione superiore. L'età del voto fu elevata a 24 anni per gli uomini e a 30 per le donne. Lo scrutinio segreto sopravvisse in 46 circoscrizioni, soprattutto urbane, mentre venne eliminato nelle altre 196: Janos (1981), p. 211.
10. ↑  Il piano originale era stato partorito dal feldmaresciallo tedesco Erich Ludendorff, il quale aveva fornito i macchinari necessari preparati da alcuni gruppi tedeschi durante l'occupazione della Ruhr al principe ed ex ministro Lajos Windischgrätz. Per realizzare il denaro contraffatto ci si rivolse all'Istituto cartografico nazionale e al vescovo e cappellano militare principale dell'esercito magiaro. La distribuzione fu coordinata da un ex ministro delle finanze ed effettuata da funzionari di stato maggiore; Bethlen, dal canto suo, era a conoscenza dell'operazione: Klay (1974), pp. 109-111.
11. ↑  István Bethlen e Benito Mussolini avevano concordato di restituire a Budapest alcuni deli armamenti austro-ungarici catturati dall'Italia durante la guerra. La prima spedizione, nascosta a bordo
di macchinari agricoli, fu scoperto dai funzionari doganali austriaci e la Piccola Intesa richiese
un'indagine della Società delle Nazioni sul riarmo magiaro: Juhász (1979), pp. 83, 84,
87.
12. ↑  Secondo Juhász, il 1º ottobre: Juhász (1979), p. 103.
13. ↑  Almeno 140.000 dei 200.000 combattenti di stanza al fronte e tra le 23.000 e le 43.000 delle 50.000 reclute forzate dai battaglioni di lavoro: Janos (1981), p. 303.
14. ↑  Nel 1914 tra il 70 e il 75 % delle esportazioni ungheresi, principalmente prodotti agricoli, andavano al resto dell'Impero: Basch (1943), p. 20.
15. ↑  I 1.232 grandi latifondi, lo 0,1 % del totale, monopolizzavano circa il 30 % della terra, mentre 1 142 294 piccole proprietà, il 71,5 % del totale, condivideva solo l'11 % del terreno. Il 40 % della popolazione rurale non aveva proprietà e l'80 % sperimentava condizioni di povertà: Basch (1943), p. 21.
16. ↑  Il giogo è una misura della superficie equivalente a 0,5755 ettari (5.755 m²).
17. ↑  Nel dopoguerra, tra un quinto e un sesto delle esportazioni ungheresi giungeva in Cecoslovacchia. Verso la metà degli anni '30, la percentuale scese al 5%: Berend e Ránki (1969), p. 179.
18. ↑  L'accordo con la Germania fu firmato a febbraio, i protocolli a marzo e maggio. La seconda, in linea di principio, garantiva meno esportazioni della prima, ma ebbe effetti più positivi: Berend e Ránki (1961), pp. 345-346.
19. ↑  La Germania pagò dei sussidi alle esportazioni magiare in modo che potessero raggiungere prezzi competitivi nel loro mercato. Questi contributi, ottenuti in buona sostanza dai conti tedeschi bloccati in Ungheria dall'inizio della crisi, permisero a Budapest di pagare prezzi più alti ai proprietari terrieri produttori senza costringerli ad abbassare i prezzi per competere: Berend e Ránki (1961), pp. 337, 343. Il sistema avvantaggiava la Germania, in quanto le permetteva di acquistare prodotti del settore primario senza dover adoperare la sua valuta all'estero, il cui potere non era molto forte, pagando anche prezzi più elevati di quelli del mercato libero (su cui si sarebbe dovuta muovere in condizioni normali), oltre a promuovere le sue esportazioni industriali: Berend e Ránki (1961), pp. 342-343.
20. ↑  Il sistema di commercio bilaterale strettamente controllato evitava il pagamento in valuta estera; gli importatori tedeschi pagavano in marchi su un conto tedesco presso la Banca Nazionale Ungherese. Da questo conto venivano poi effettuati i pagamenti agli esportatori teutonici in territorio magiaro. L'accordo limitava l'uso del conto e i suoi potenziali benefici: Berend e Ránki (1961), p. 338.
21. ↑  Il sistema, avviato nel 1934, permetteva a Berlino di controllare il suo commercio straniero che, a corto di valuta estera, pagava le importazioni con prodotti tedeschi in transazioni bilaterali regolamentate. I Paesi dell'Europa sudorientale, desiderosi di vendere i loro prodotti agricoli ed essi stessi a corto di valuta estera, accettarono il sistema: Berend e Ránki (1961), pp. 331-333.
22. ↑  Se nel 1910 l'Ungheria contava 251.534 cittadini con istruzione secondaria su una popolazione di 21.000.000, nel 1920 ne vantava ancora 209.826 su una popolazione che non raggiungeva gli 8.000.000. Circa 60.000 di questi erano profughi giunti dai territori perduti. Inoltre, il Paese non solo trasferì le università di Pozsony e Kolozsvár in località ancora in mano all'Ungheria, ma ne aprì anche una nuova a Debrecen, facendo salire il numero di atenei diversi a quattro: Mocsy (1983), p. 191; Janos (1981), p. 247.
23. ↑  Janos indica che durante gli anni della crisi, il 30 % di nuovi medici, il 48 % di nuovi avvocati, il 55,2 % di nuovi ingegneri e il 70,1 % dei nuovi insegnanti erano disoccupati: Janos (1981), p. 255.
24. ↑  Il 66,2% dei piccoli commercianti, il 90,3% dei dipendenti nel settore finanziario, il 52,6% degli impiegati dell'industria e il 70,9% di quelli del commercio erano ebrei nella capitale. Nel complesso, in tutto il Paese le rispettive percentuali dei lavoratori semiti erano il 57,9%, l'88,8%, il 47,7% e il 67,2%: Janos (1981), p. 223.
25. ↑  Il 9,9% aveva un reddito alto, il 28,3% un reddito medio, il 37,6% un reddito medio-basso e il 24,2% un reddito basso. Per la popolazione nel suo complesso le rispettive percentuali erano: 0,6%, 7,7%, 9,8% e 81,9%: Janos (1981), p. 225.
26. ↑  Prima della guerra, il 28,4% degli studenti universitari era ebreo. Nel dopoguerra, la percentuale è scesa al 5,9% nel 1920-1921 ed è risalita al 10,5% nel 1925-1930: Janos (1981), p. 226.
27. ↑  Nel 1928, quello in cui la differenza si avvertiva in maniera più sensibile, il reddito medio di un contadino era inferiore a un terzo di quello di un operaio urbano: Janos (1981), p. 240.

### Bibliografiche
1. 1 2 3  Rothschild (1990), p. 163.
2. 1 2  (HU) Élesztős László, Magyarország, in Révai új lexikona, vol. 13, Budapest, Hasonmás Kiadó, 2004,  pp. 882, 895, ISBN 963-9556-13-0.
3. 1 2 3  (EN) Iván Berend e György Ránki, Hungary: A Century of Economic Development, David & Charles, 1974,  p. 151, ISBN 978-07-15-36269-3.
4. 1 2  Janos (1981), p. 201.
5. ↑  Janos (1981), p. 201; Rothschild (1990), p. 152.
6. ↑  Janos (1981), p. 201; Rothschild (1990), pp. 151-152; Rogger e Weber (1974), p. 371; Nagy-Talavera (1970), p. 54.
7. ↑  Rogger e Weber (1974), p. 371; Janos (1981), p. 201; Rothschild (1990), p. 153; Mocsy (1983), p. 145.
8. ↑  Janos (1981), pp. 201-202; Rothschild (1990), p. 153; Cohen (1984), p. 136; Sugar (1971), p. 74; Rogger e Weber (1974), p. 371; Nagy-Talavera (1970), p. 54.
9. ↑  Nagy-Talavera (1970), p. 55; Bodó (2006), pp. 129-132.
10. ↑  Rogger e Weber (1974), pp. 364-365; Mocsy (1983), pp. 145-146.
11. ↑  Macartney (1929), pp. 585-586.
12. ↑  Janos (1981), pp. 202-203.
13. ↑  Rogger e Weber (1974), p. 371; Janos (1981), p. 202; Nagy-Talavera (1970), p. 55.
14. ↑  Rogger e Weber (1974), p. 371; Janos (1981), p. 202; Rothschild (1990), p. 154.
15. ↑  Macartney (1929), p. 582; Rothschild (1990), p. 154.
16. ↑  Nagy-Talavera (1970), p. 55; Janos (1981), p. 203; Rothschild (1990), pp. 154, 158; Rogger e Weber (1974), p. 373.
17. ↑  Nagy-Talavera (1970), p. 55; Rothschild (1990), p. 154; Rogger e Weber (1974), p. 373; Janos (1981), p. 203; Horel (2008), p. 91.
18. ↑  Rogger e Weber (1974), p. 376; Nagy-Talavera (1970), p. 73; Janos (1981), p. 204.
19. ↑  Rothschild (1990), pp. 155-157; Rogger e Weber (1974), p. 372; Rogger e Weber (1974), p. 372; Janos (1981), p. 205.
20. ↑  Rothschild (1990), p. 157; Nagy-Talavera (1970), p. 56.
21. ↑  Janos (1981), p. 279.
22. ↑  Janos (1981), p. 206; Nagy-Talavera (1970), p. 57; Rogger e Weber (1974), p. 372.
23. ↑  Janos (1981), p. 206; Rothschild (1990), p. 159; Horel (2008), p. 92; Rogger e Weber (1974), p. 373.
24. 1 2  Janos (1981), p. 206.
25. ↑  Sugar (1971), p. 73; Nagy-Talavera (1970), p. 51; Janos (1981), p. 206.
26. ↑  Mocsy (1983), p. 180.
27. ↑  Nagy-Talavera (1970), p. 51; Sugar (1971), p. 66.
28. ↑  Sakmyster (1975), p. 38.
29. ↑  Mocsy (1983), p. 179.
30. 1 2  Mocsy (1983), p. 183.
31. ↑  Sugar (1971), p. 74; Janos (1981), p. 206.
32. ↑  Sugar (1971), p. 74; Nagy-Talavera (1970), p. 57.
33. ↑  Rogger e Weber (1974), p. 375; Nagy-Talavera (1970), p. 58; Rothschild (1990), p. 158; Janos (1981), p. 208.
34. ↑  Rothschild (1990), p. 158; Nagy-Talavera (1970), pp. 50, 53; Sakmyster (1975), p. 21; Sugar (1971), p. 75; Bodó (2006), pp. 141-142; Janos, 1981.
35. ↑  Janos (1981), p. 208.
36. ↑  Sugar (1971), p. 74; Bodó (2006), p. 141; Rogger e Weber (1974), p. 375; Nagy-Talavera (1970), pp. 58, 69.
37. ↑  Rothschild (1990), p. 163; Sugar (1971), pp. 68, 74; Janos (1981), p. 208.
38. ↑  Bodó (2006), pp. 122, 142.
39. ↑  Nagy-Talavera (1970), p. 55; Bodó (2006), pp. 142, 148.
40. ↑  Bodó (2006), p. 145.
41. ↑  Bodó (2006), p. 143.
42. ↑  Janos (1981), pp. 208-209.
43. ↑  Bodó (2006), p. 122; Sakmyster (1975), p. 22.
44. ↑  Janos (1981), p. 225; Bodó (2006), p. 146.
45. 1 2  Rothschild (1990), p. 163; Sugar (1971), p. 75; Rogger e Weber (1974), p. 376; Nagy-Talavera (1970), p. 74.
46. 1 2  Sugar (1971), p. 68.
47. 1 2 3  Janos (1981), p. 209.
48. ↑  Janos (1981), p. 209; Nagy-Talavera (1970), p. 83.
49. 1 2 3  Nagy-Talavera (1970), p. 64.
50. ↑  Sugar (1971), pp. 74-75; Janos (1981), pp. 210-211; Nagy-Talavera (1970), p. 50.
51. ↑  Janos (1981), p. 209; Rothschild (1990), p. 158; Rogger e Weber (1974), p. 375; Nagy-Talavera (1970), p. 58.
52. ↑  Rothschild (1990), p. 158; Rogger, Weber (1974); Nagy-Talavera (1970), p. 58.
53. 1 2  Rothschild (1990), p. 160; Rogger e Weber (1974), p. 375; Nagy-Talavera (1970), p. 58; Sugar (1971), p. 74; Janos (1981), p. 211.
54. ↑  Sugar (1971), p. 75; Rogger e Weber (1974), p. 375; Rothschild (1990), p. 160; Nagy-Talavera (1970), p .58.
55. ↑  Rothschild (1990), pp. 162-163.
56. ↑  Sugar (1971), p. 74.
57. ↑  Rogger e Weber (1974), p. 375; Nagy-Talavera (1970), p. 59.
58. 1 2  Nagy-Talavera (1970), p. 59.
59. 1 2  Rogger e Weber (1974), p. 376.
60. 1 2  Klay (1974), p. 109.
61. ↑  Klay (1974), p. 112.
62. ↑  Juhász (1979), p. 81; Nagy-Talavera (1970), p. 81.
63. ↑  Juhász (1979), pp. 82, 84; Nagy-Talavera (1970), p. 81; Rothschild (1990), pp. 163-164; Sugar (1971), p. 75.
64. ↑  Juhász (1979), p. 85.
65. ↑  Nagy-Tagelera (1970), p. 78.
66. ↑  Nagy-Talavera (1970), p. 81.
67. ↑  Macartney (1929), p. 586; Janos (1981), p. 212.
68. 1 2 3  Janos (1981), p. 300.
69. ↑  Rothschild (1990), p. 154; Rogger e Weber (1974), pp. 373-374.
70. ↑  Janos (1981), p. 293, 298-300; Rogger e Weber (1974), p. 373.
71. ↑  Macartney (1929), pp. 586, 588; Sugar (1971), pp. 68, 75.
72. ↑  Macartney (1929), p. 586.
73. 1 2 3 4  Dreisziger (1998), p. 32.
74. ↑  Rothschild (1990), p. 160; Sugar (1971), p. 75.
75. ↑  Janos (1981), pp. 293-294.
76. ↑  Sugar (1971), p. 68; Nagy-Talavera (1970), p. 64.
77. ↑  Nagy-Talavera (1970), p. 63; Dreisziger (1998), p. 32.
78. ↑  Rogger e Weber (1974), p. 375.
79. ↑  Rogger e Weber (1974), p. 402.
80. ↑  Janos (1981), p. 294; Rogger e Weber (1974), p. 376.
81. 1 2  Janos (1981), p. 294.
82. ↑  Janos (1981), p. 295.
83. ↑  Janos (1981), pp. 296-297.
84. 1 2 3  Janos (1981), p. 212.
85. 1 2  Janos (1981), p. 213.
86. ↑  Janos (1981), pp. 213-214.
87. ↑  Sugar (1971), p. 68; Janos (1981), p. 216.
88. ↑  Janos (1981), p. 216.
89. ↑  Janos (1981), pp. 216-217.
90. ↑  Janos (1981), p. 246; Rothschild (1990), p. 171; Incze (1954), p. 3; Berend e Ránki (1961), p. 315; Rogger e Weber (1974), p. 377; Nagy-Talavera (1970), p. 85.
91. 1 2  Rothschild (1990), p. 171.
92. ↑  Nagy-Talavera (1970), pp. 84, 86; Rothschild (1990), p. 171.
93. ↑  Juhász (1979), p. 100; Rogger e Weber (1974), p. 377; Janos (1981), p. 246; Rothschild (1990), p. 172; Berend e Ránki (1961), p. 315; Nagy-Talavera (1970), pp. 85-86.
94. ↑  Rogger e Weber (1974), p. 377; Berend e Ránki (1961), p. 315; Sakmyster (1975), p. 23; Nagy-Talavera (1970), p. 70; Janos (1981), pp. 246-247.
95. ↑  Janos (1981), pp. 246-247Rothschild (1990), p. 172.
96. ↑  Sakmyster (1975), p. 23; Rogger e Weber (1974), p. 379.
97. ↑  Janos (1981), p. 287; Rothschild (1990), pp. 172-173; Nagy-Talavera (1970), p. 89.
98. ↑  Janos (1981), p. 287.
99. ↑  Berend e Ránki (1961), p. 315.
100. ↑  Janos (1981), p. 288; Rothschild (1990), pp. 173-174; Nagy-Talavera (1970), pp. 89-90.
101. ↑  Juhász (1979), p. 126; Janos (1981), pp. 288-289.
102. ↑  Juhász (1979), p. 126; Rothschild (1990), pp. 173-174.
103. ↑  Lorman (2005), p. 296; Zsigmond (1966), p. 7; Juhász (1979), p. 108; Berend e Ránki (1961), p. 316; Kaiser (1980), p. 65.
104. ↑  Lorman (2005), pp. 297, 310; Juhász (1979), pp. 112, 115; Berend e Ránki (1961), pp. 345-346; Zsigmond (1966), pp. 8-9.
105. ↑  Sakmyster (1975), p. 24.
106. ↑  Zsigmond (1966), pp. 11-12.
107. ↑  Lorman (2005), pp. 295-296, 299, 301.
108. ↑  Janos (1981), p. 289; Rothschild (1990), p. 174; Juhász (1979), p. 126.
109. ↑  Juhász (1979), p. 126; Rothschild (1990), p. 175.
110. ↑  Janos (1981), p. 289; Rothschild (1990), p. 175; Sakmyster (1975), p. 23.
111. ↑  Sakmyster (1975), pp. 19-20.
112. ↑  Sakmyster (1975), p. 23; Juhász (1979), p. 133.
113. ↑  Lorman (2005), p. 316; Janos (1981), p. 289; Sugar (1971), p. 70.
114. 1 2  Rothschild (1990), p. 176.
115. 1 2  Juhász (1979), p. 135.
116. ↑  Juhász (1979), p. 122; Ránki (1981), pp. 513-514.
117. ↑  Lorman (2005), p. 310.
118. ↑  Juhász (1979), pp. 124-125.
119. ↑  Rothschild (1990), p. 177; Sakmyster (1975), p. 25; Janos (1981), pp. 289-290; Juhász (1979), p. 127; Nagy-Talavera (1970), p. 124.
120. ↑  Sakmyster (1973), p. 725; Juhász (1979), p. 132; Janos (1981), p. 290; Rothschild (1990), p. 177.
121. ↑  Juhász (1979), pp. 127, 135; Nagy-Talavera (1970), p. 124; Rothschild (1990), p. 177; Sakmyster (1973), p. 728; Janos (1981), p. 290.
122. ↑  Juhász (1979), p. 127; Rothschild (1990), p. 177.
123. ↑  Juhász (1979), pp. 127, 131.
124. ↑  Sakmyster (1973), p. 726; Sakmyster (1975), pp. 28-29; Sakmyster (1973), p. 728; Juhász (1979), pp. 131-132.
125. ↑  Janos (1981), p. 291; Nagy-Talavera (1970), p. 136.
126. ↑  Juhász (1979), p. 135; Janos (1981), p. 291; Rothschild (1990), p. 178; Rogger e Weber (1974), p. 391.
127. ↑  Rogger e Weber (1974), p. 391; Nagy-Talavera (1970), p. 136; Rothschild (1990), p. 178; Sakmyster (1973), p. 732; Janos (1981), p. 291.
128. ↑  Sakmyster (1973), pp. 735, 738-739; Sakmyster (1975), p. 29; Dombrády (1987), p. 123; Kaiser (1980), p. 223; Juhász (1979), p. 139.
129. ↑  Sakmyster (1973), p. 725.
130. ↑  Sakmyster (1975), p. 30; Janos (1981), pp. 291-292.
131. ↑  Janos (1981), p. 292.
132. ↑  Janos (1981), p. 292; Rothschild (1990), p. 179; Sakmyster (1975), p. 30; Zsigmond (1966), p. 16; Rogger e Weber (1974), p. 382.
133. ↑  Zsigmond (1966), p. 17; Juhász (1979), p. 148.
134. ↑  Janos (1981), pp. 292-293.
135. ↑  Juhász (1979), p 126.
136. ↑  Juhász (1979), p. 152; Janos (1981), p. 293; Sakmyster (1975), p. 31.
137. ↑  Juhász (1979), p. 150.
138. ↑  Sakmyster (1975), p. 31; Ránki (1981), p. 520; Janos (1981), p. 301.
139. ↑  Janos (1981), p. 301.
140. ↑  Janos (1981), p. 301; Juhász (1979), p. 135.
141. ↑  Rothschild (1990), p. 178; Rogger e Weber (1974), pp. 387, 391-392.
142. ↑  Sugar (1971), p. 71; Janos (1981), p. 270.
143. ↑  Sugar (1971), p. 77; Rogger e Weber (1974), p. 392; Janos (1981), pp. 270-271.
144. ↑  Sugar (1971), p. 75; Rogger e Weber (1974), p. 365; Rogger e Weber (1974), p. 392; Nagy-Talavera (1970), p. 125.
145. ↑  Cohen (1984), p. 138; Rothschild (1990), p. 181; Janos (1981), p. 298.
146. ↑  Sugar (1971), p. 71.
147. ↑  Janos (1981), p. 300; Rothschild (1990), p. 180; Sakmyster (1975), p. 31.
148. ↑  Zsigmond (1966), p. 17; Juhász (1979), p. 150; Rogger e Weber (1974), p. 382; Janos (1981), p. 307; Rothschild (1990), p. 180.
149. ↑  Rothschild (1990), p. 180.
150. ↑  Rothschild (1990), p. 180; Sakmyster (1975), p. 31.
151. ↑  Sakmyster (1975), p. 32; Rothschild (1990), p. 182.
152. ↑  Rothschild (1990), p. 182.
153. ↑  Rogger e Weber (1974), p. 382; Rothschild (1990), p. 183.
154. ↑  Rothschild (1990), p. 184.
155. ↑  Sakmyster (1975), pp. 32-33.
156. ↑  Janos (1981), p. 300; Rothschild (1990), pp. 184-185; Sakmyster (1975), pp. 33-34.
157. ↑  Sakmyster (1975), pp. 33-34.
158. 1 2  Rothschild (1990), p. 185.
159. ↑  Rothschild (1990), pp. 185-186; Rogger e Weber (1974), p. 382; Janos (1981), p. 300.
160. ↑  Rogger e Weber (1974), pp. 381-382; Janos (1981), p. 307.
161. ↑  Rogger e Weber (1974), p. 381.
162. ↑  Rothschild (1990), p. 186; Janos (1981), pp. 300-301; Rogger e Weber (1974), p. 398.
163. 1 2  Janos (1981), p. 308.
164. ↑  Rothschild (1990), p. 186; Seton-Watson (1946), p. 243; Janos (1981), p. 308.
165. 1 2  Rogger e Weber (1974), p. 397.
166. ↑  Rogger e Weber (1974), p. 381; Rothschild (1990), p. 186.
167. ↑  Rothschild (1990), pp. 186-187.
168. ↑  Dombrády (1987), p. 123.
169. ↑  Rothschild (1990), p. 187.
170. ↑  Cohen (1984), p. 139; Rothschild (1990), p. 187; Sugar (1971), p. 79; Rogger e Weber (1974), p. 398.
171. ↑  Sugar (1971), p. 79; Janos (1981), p. 308; Rothschild (1990), p. 187; Rogger e Weber (1974), p. 398.
172. ↑  Rogger e Weber (1974), p. 398.
173. ↑  Rothschild (1990), p. 186.
174. ↑  Sugar (1971), p. 80; Rothschild (1990), p. 187.
175. ↑  Janos (1981), pp. 308-309; Rothschild (1990), p. 188; Cohen (1984), pp. 131-132; Rogger e Weber (1974), p. 398.
176. ↑  Rogger e Weber (1974), p. 381, 398-399; Rothschild (1990), p. 188; Cohen (1984), pp. 131-132; Janos (1981), p. 309.
177. 1 2 3  Janos (1981), p. 309.
178. ↑  Cohen (1984), pp. 132-133; Rogger e Weber (1974), p. 399.
179. ↑  Rogger e Weber (1974), p. 399; Janos (1981), p. 309.
180. ↑  Rogger e Weber (1974), p. 400; Cohen (1984), p. 131; Rogger e Weber (1974), p. 399.
181. 1 2  (EN) Murder of Hungarian Jewry, su Yad Vashem. URL consultato il 12 agosto 2022.
182. ↑  Nagy-Talavera (1970), p. 242.
183. ↑  Janos (1981), p. 310.
184. ↑  Cohen (1984), p. 133; Rogger e Weber (1974), p. 400; Nagy-Talavera (1970), p. 243.
185. ↑  Rothschild (1990), pp. 187-188.
186. ↑  Janos (1981), p 310.
187. ↑  Nagy-Talavera (1970), p. 243; Janos (1981), p. 310; Rogger e Weber (1974), p. 400.
188. ↑  Rothschild (1990), p. 188; Janos (1981), p. 311.
189. ↑  Rogger e Weber (1974), p. 400.
190. ↑  Seton-Watson (1946), pp. 104, 243; Janos (1981), p. 311; Rothschild (1990), p. 188; Seton-Watson (1956), p. 104; Rogger e Weber (1974), p. 401.
191. ↑  Rothschild (1990), p. 188; Seton-Watson (1956), p. 104; Batowski (1971), p. 318; Rogger e Weber (1974), p. 365, 400-401; Janos (1981), p. 311.
192. ↑  Nagy-Talavera (1970), p. 231.
193. ↑  Seton-Watson (1956), p. 104.
194. ↑  Nagy-Talavera (1970), p. 230.
195. 1 2  Nagy-Talavera (1970), pp. 230-231.
196. ↑  Rogger e Weber (1974), p. 402; Nagy-Talavera (1970), p. 231; Seton-Watson (1956), p. 104; Seton-Watson (1946), p. 243.
197. ↑  Rogger e Weber (1974), p. 403; Seton-Watson (1956), pp. 104-105.
198. ↑  Nagy-Talavera (1970), pp. 236-237.
199. ↑  Batowski (1971), pp. 319, 323; Rogger e Weber (1974), p. 402; Nagy-Talavera (1970), p. 231.
200. ↑  Nagy-Talavera (1970), p. 232.
201. ↑  Batowski (1971), p. 319; Seton-Watson (1956), pp. 105, 190; Seton-Watson (1946), p. 243; Nagy-Talavera (1970), p. 236.
202. ↑  Rogger e Weber (1974), p. 403; Seton-Watson (1956), p. 105; Nagy-Talavera (1970), p. 240.
203. ↑  Seton-Watson (1956), p. 105.
204. 1 2  Seton-Watson (1956), p. 191.
205. ↑  Seton-Watson (1956), pp. 191-192.
206. 1 2  Seton-Watson (1946), p. 246; Seton-Watson (1956), p. 192.
207. ↑  Seton-Watson (1946), p. 245; Seton-Watson (1956), p. 193.
208. 1 2  Seton-Watson (1956), p. 193.
209. 1 2 3  Rothschild (1990), p. 167.
210. ↑  Berend e Ránki (1969), p. 170; Janos (1981), p. 206; Rothschild (1990), p. 167.
211. ↑  Janos (1981), pp. 205-206.
212. ↑  Berend e Ránki (1969), p. 170; Nagy-Talavera (1970), p. 56; Janos (1981), p. 206; Rothschild (1990), p. 156.
213. ↑  Basch (1943), p. 20.
214. ↑  Kaiser (1980), p. 19; Berend e Ránki (1969), p. 176.
215. 1 2  Rothschild (1990), p. 156.
216. 1 2  Rothschild (1990), p. 166.
217. 1 2  Janos (1981), p. 242.
218. ↑  Janos (1981), p. 243.
219. 1 2  Janos (1981), p. 244.
220. 1 2 3  Berend e Ránki (1969), p. 173.
221. ↑  Berend e Ránki (1969), p. 174.
222. ↑  Janos (1981), p. 206; Seton-Watson (1946), p. 240; Rogger e Weber (1974), p. 369.
223. ↑  Klein (1955), p. 80; Incze (1954), pp. 49-50.
224. ↑  Rogger e Weber (1974), p. 369; Incze (1954), p. 50.
225. ↑  Incze (1954), p. 52.
226. ↑  Incze (1954), p. 56.
227. ↑  Incze (1954), p. 61.
228. ↑  Macartney (1929), p. 589.
229. ↑  Incze (1954), pp. 33-34; Horel (2008), p. 94.
230. ↑  Incze (1954), p. 33; Janos (1981), p. 228.
231. ↑  Incze (1954), pp. 38-39; Rothschild (1990), p. 159.
232. ↑  Incze (1954), pp. 37-38.
233. ↑  Janos (1981), p. 229; Sugar (1971), pp. 74-75.
234. ↑  Sugar (1971), p. 75; Incze (1954), p. 35; Basch (1943), pp. 20-21.
235. ↑  Klein (1955), pp. 79-80.
236. ↑  Rothschild (1990), p. 160.
237. ↑  Klein (1955), p. 80; Janos (1981), pp. 219-220.
238. 1 2  Klein (1955), pp. 80-81.
239. ↑  Janos (1981), p. 219.
240. 1 2 3  Janos (1981), p. 220.
241. ↑  Janos (1981), p. 221.
242. ↑  Janos (1981), pp. 221-222.
243. ↑  Incze (1954), pp. 51-52; Berend e Ránki (1969), p. 183; Rothschild (1990), p. 170.
244. ↑  Berend e Ránki (1969), p. 183.
245. 1 2 3  Incze (1954), p. 41.
246. ↑  Rothschild (1990), p. 170.
247. ↑  Janos (1981), p. 244; Rothschild (1990), p. 170; Nagy-Talavera (1970), pp. 83-84.
248. ↑  Janos (1981), pp. 244-245.
249. ↑  Janos (1981), p. 245.
250. ↑  Janos (1981), p. 245; Rothschild (1990), p. 170Nagy-Talavera (1970), p. 84.
251. ↑  Incze (1954), pp. 42, 44-45; Rothschild (1990), p. 170.
252. ↑  Rothschild (1990), p. 170; Janos (1981), p. 245; Nagy-Talavera (1970), p. 84.
253. ↑  Rothschild (1990), p. 170; Janos (1981), p. 245.
254. ↑  Incze (1954), p. 4.
255. ↑  Janos (1981), pp. 304-305; Incze (1954), p. 33.
256. ↑  Janos (1981), p. 304.
257. ↑  Janos (1981), p. 305.
258. 1 2 3 4  Rothschild (1990), p. 190.
259. ↑  Janos (1981), pp. 222-223.
260. ↑  Janos (1981), p. 224.
261. ↑  Sugar (1971), p. 78; Rothschild (1990), p. 166.
262. ↑  Incze (1954), p. 24
263. 1 2 3 4  Janos (1981), p. 238.
264. ↑  Janos (1981), p. 239; Incze (1954), pp. 8-9.
265. ↑  Berend e Ránki (1969), p. 180; Rothschild (1990), p. 169.
266. ↑  Basch (1943), p. 27.
267. ↑  Basch (1943), pp. 27-28.
268. ↑  Berend e Ránki (1969), pp. 181-182.
269. ↑  Rothschild (1990), p. 168; Incze (1954), pp. 5, 41.
270. ↑  Incze (1954), pp. 9-10; Rothschild (1990), p. 168.
271. ↑  Rothschild (1990), p. 168.
272. ↑  Basch (1943), p. 52; Ferber (1983), p. 285; Rothschild (1990), pp. 168-169.
273. 1 2  Basch (1943), p. 51.
274. ↑  Rothschild (1990), p. 169; Ferber (1983), p. 284.
275. ↑  Juhász (1979), p. 93; Berend e Ránki (1969), p. 183; Rothschild (1990), p. 169; Nagy-Talavera (1970), p. 83.
276. ↑  Basch (1943), p. 51; Ferber (1983), p. 285; Juhász (1979), p. 93; Rothschild (1990), p. 169.
277. 1 2 3  Rothschild (1990), p. 169.
278. ↑  Basch (1943), p. 51; Ferber (1983), p. 285.
279. ↑  Ferber (1983), p. 284.
280. ↑  Rothschild (1990), p. 169; Berend e Ránki (1969), p. 183.
281. ↑  Incze (1954), p. 4; Basch (1943), p. 52; Nagy-Talavera (1970), p. 85.
282. ↑  Basch (1943), p. 52.
283. ↑  Basch (1943), p. 54.
284. ↑  Kaiser (1980), p. 325.
285. ↑  Berend e Ránki (1969), p. 180.
286. ↑  Basch (1943), pp. 48, 189.
287. 1 2  Basch (1943), p. 134.
288. ↑  Basch (1943), p. 92.
289. ↑  Basch (1943), pp. 99, 189; Lorman (2005), p. 309.
290. ↑  Berend e Ránki (1961), p. 339; Rothschild (1990), p. 176.
291. ↑  Grenzebach (1988), p. 33; Berend e Ránki (1961), pp. 336-337.
292. ↑  Basch (1943), p. 176;Rothschild (1990), pp. 176-177.
293. 1 2  Basch (1943), p. 189.
294. ↑  Basch (1943), p. 100; Berend e Ránki (1961), p. 340; Basch (1943), p. 190.
295. ↑  Basch (1943), p. 100.
296. ↑  Basch (1943), p. 190.
297. ↑  Basch (1943), pp. 204, 206.
298. ↑  Basch (1943), p. 222; Rothschild (1990), p. 177.
299. ↑  Sugar (1971), p. 78; Rothschild (1990), p. 188.
300. 1 2 3  Rothschild (1990), p. 189.
301. ↑  Sugar (1971), p. 78.
302. ↑  Basch (1943), pp. 203-204, 207.
303. ↑  Basch (1943), p. 222.
304. ↑  Dombrády (1987), p. 124; Rothschild (1990), p. 189.
305. ↑  Dombrády (1987), p. 125.
306. ↑  Rothschild (1990), p. 190; Dombrády (1987), p. 124.
307. 1 2 3  Dombrády (1987), p. 124.
308. ↑  Rothschild (1990), p. 191Dreisziger (1998), p. 31; Cohen (1996), p. 363.
309. ↑  Sugar (1971), p. 65; Nagy-Talavera (1970), p. 75; Cohen (1996), p. 363; Janos (1981), p. 256.
310. ↑  Cohen (1996), p. 363; Sugar (1971), p. 73.
311. ↑  Rogger e Weber (1974), p. 364.
312. ↑  Rogger e Weber (1974), pp. 364-365.
313. ↑  Sugar (1971), p. 65; Janos (1981), p. 257.
314. ↑  Janos (1981), p. 258.
315. 1 2  Janos (1981), p. 225.
316. ↑  Dreisziger (1998), p. 31.
317. ↑  Cohen (1996), p. 363.
318. ↑  Janos (1981), p. 222.
319. ↑  Horel (2008), p. 94.
320. ↑  Janos (1981), p. 252; Horel (2008), p. 95; Rogger e Weber (1974), p. 374; Dreisziger (1998), p. 31.
321. ↑  Janos (1981), pp. 239-240.
322. ↑  Janos (1981), pp. 250-251.
323. ↑  Nagy-Talavera (1970), p. 87; Janos (1981), p. 252.
324. ↑  Dreisziger (1998), p. 31; Nagy-Talavera (1970), p. 53.
325. ↑  Rogger e Weber (1974), p. 378.
326. ↑  Nagy-Talavera (1970), p. 50.
327. ↑  Nagy-Talavera (1970), p. 50; Dreisziger (1998), p. 35.
328. ↑  Bodó (2006), p. 135; Dreisziger (1998), p. 35.
329. ↑  Nagy-Talavera (1970), pp. 50-51; Janos (1981), pp. 251-252; Rogger e Weber (1974), p. 378.
330. ↑  Mocsy (1983), pp. 184, 190.
331. ↑  Mocsy (1983), p. 190.
332. ↑  Sugar (1971), pp. 65-66; Mocsy (1983), pp. 2, 176, 183; Nagy-Talavera (1970), p. 65.
333. 1 2  Sugar (1971), p. 66.
334. ↑  Nagy-Talavera (1970), p. 75; Sugar (1971), p. 66.
335. ↑  Mocsy (1983), pp. 176-177.
336. 1 2  Mocsy (1983), p. 177.
337. ↑  Janos (1981), p. 247; Mocsy (1983), p. 191; Nagy-Talavera (1970), p. 69.
338. ↑  Janos (1981), p. 247; Mocsy (1983), pp. 191-192; Nagy-Talavera (1970), pp. 67-68.
339. ↑  Mocsy (1983), pp. 192-193.
340. ↑  Janos (1981), pp. 247-248.
341. 1 2  Mocsy (1983), p. 186; Janos (1981), p. 248.
342. ↑  Mocsy (1983), p. 186.
343. ↑  Janos (1981), p. 255; Klein (1982), p. 115.
344. ↑  Janos (1981), p. 256.
345. ↑  Nagy-Talavera (1970), p. 68; Klein (1982), p. 115.
346. ↑  Klein (1982), p. 118.
347. ↑  Janos (1981), p. 232; Rothschild (1990), p. 191; Dreisziger (1998), p. 108.
348. 1 2 3  Janos (1981), p. 231.
349. 1 2  Janos (1981), p. 232.
350. ↑  Rogger e Weber (1974, pp. 366-367.
351. ↑  Janos (1981), p. 229.
352. ↑  Janos (1981), pp. 229-230.
353. ↑  Incze (1954), pp. 36, 40.
354. ↑  Horel (2008), pp. 98-100.
355. ↑  Horel (2008), pp. 101, 103.
356. ↑  Janos (1981), p. 223.
357. ↑  Rothschild (1990), p. 196; Janos (1981), p. 223; Rothschild (1990), p. 196.
358. ↑  Horel (2008), p. 95.
359. ↑  Rothschild (1990), p. 196; Janos (1981), p. 226.
360. ↑  Klein (1982), p. 122; Janos (1981), p. 226.
361. ↑  Janos (1981), p. 226; Rothschild (1990), p. 197.
362. ↑  Janos (1981), p. 227; Rothschild (1990), p. 197.
363. ↑  Janos (1981), p. 227.
364. ↑  Cohen (1984), p. 136; Nagy-Talavera (1970), pp. 66-67.
365. ↑  Janos (1981), p. 261; Klein (1982), p. 115.
366. ↑  Nagy-Talavera (1970), pp. 66-68; Rothschild (1990), p. 197.
367. ↑  Klein (1982), p. 121.
368. ↑  Janos (1981), p. 302; Rothschild (1990), pp. 197-198; Rogger e Weber (1974), pp. 382-383.
369. ↑  Rogger e Weber (1974), p. 383; Janos (1981), p. 302; Rothschild (1990), p. 198.
370. ↑  Rothschild (1990), pp. 198-199; Janos (1981), pp. 302-303.
371. ↑  Janos (1981), p. 304; Rothschild (1990), p. 199; Rogger e Weber (1974), p. 383.
372. ↑  Rothschild (1990), p. 198.
373. 1 2 3  Janos (1981), p. 233.
374. ↑  Seton-Watson (1946), p. 240; Nagy-Talavera (1970), p. 60; Janos (1981), p. 240.
375. ↑  Janos (1981), p. 240.
376. ↑  Janos (1981), p. 241.
377. ↑  Nagy-Talavera (1970), p. 60.
378. ↑  Seton-Watson (1946), p. 240.
379. ↑  Seton-Watson (1946), p. 240; Nagy-Talavera (1970), p. 61.
380. 1 2 3  Seton-Watson (1946), p. 241.
381. ↑  Incze (1954), pp. 22, 27
382. ↑  Janos (1981), pp. 233-234; Nagy-Talavera (1970), p. 59.
383. ↑  Janos (1981), p. 234.
384. ↑  Nagy-Talavera (1970), p. 61; Incze (1954), pp. 9, 18.
385. ↑  Incze (1954), pp. 12-13, 18.
386. ↑  Incze (1954), pp. 15-16.
387. ↑  Incze (1954), pp. 16-17.
388. ↑  Incze (1954), p. 18, 21; Nagy-Talavera (1970), p. 83.
389. ↑  Incze (1954), p. 23.
390. ↑  Incze (1954), pp. 25-26.
391. ↑  Sugar (1971), p. 75; Janos (1981), pp. 234-235; Rothschild (1990), p. 160; Nagy-Talavera (1970), p. 59.
392. ↑  Sugar (1971), p. 75; Janos (1981), p. 235.
393. ↑  Janos (1981), p. 235; Nagy-Talavera (1970), p. 59.
394. ↑  Janos (1981), p. 239; Nagy-Talavera (1970), p. 61.
395. 1 2 3  Rothschild (1990), pp. 192, 195.
396. 1 2  Rothschild (1990), p. 193; Nagy-Talavera (1970), p. 139.
397. ↑  Rothschild (1990), p. 195.
398. 1 2 3  Nagy-Talavera (1970), p. 139.
399. ↑  Rothschild (1990), p. 155; Rogger e Weber (1974), p. 372.
400. ↑  Rothschild (1990), p. 155; Rogger e Weber (1974), p. 372; Janos (1981), p. 205.
401. ↑  Lorman (2005), p. 291; Janos (1981), p. 205; Nagy-Talavera (1970), p. 56.
402. ↑  Janos (1981), p. 205; Nagy-Talavera (1970), p. 56.
403. ↑  Nagy-Talavera (1970), p. 56; Rothschild (1990), p. 155; Rogger e Weber (1974), p. 372; Janos (1981), p. 205.
404. ↑  Nagy-Talavera (1970), p. 56; Rothschild (1990), p. 156.
405. ↑  Sugar (1971), p. 73; Janos (1981), p. 205; Rothschild (1990), p. 192.
406. ↑  Janos (1981), p. 205.
407. ↑  Rothschild (1990), p. 192.
408. 1 2  Rothschild (1990), p. 157.
409. ↑  Macartney (1929), p. 593; Balogh (1983), p. 43; Rothschild (1990), pp. 156, 158; Sugar (1971), p. 73; Rogger e Weber (1974), p. 372; Nagy-Talavera (1970), pp. 56-57.
410. ↑  Rothschild (1990), p. 157; Sugar (1971), p. 67; Rogger e Weber (1974), p. 372; Nagy-Talavera (1970), p. 78.
411. ↑  Klein (1955), pp. 79-80; Janos (1981), pp. 262-263.
412. ↑  Sugar (1971), p. 67; Rothschild (1990), p. 166.
413. ↑  Sugar (1971), p. 73.
414. ↑  Sugar (1971), pp. 73-74.
415. ↑  Nagy-Talavera (1970), p. 57.
416. 1 2 3  Rothschild (1990), p. 164.
417. ↑  Rothschild (1990), p. 165.
418. ↑  Winchester (1976), p. 409.
419. ↑  Rothschild (1990), p. 176; Winchester (1976), p. 421.
420. ↑  Balogh (1983), pp. 44-45; Rothschild (1990), p. 179.
421. ↑  Balogh (1983), p. 45.
422. ↑  Rothschild (1990), p. 179.
423. ↑  Rothschild (1990), pp. 182-183.
424. ↑  Rothschild (1990), p. 183.
425. ↑  Balogh (1983), p. 46.
426. ↑  Balogh (1983), p. 49; Rothschild (1990), p. 183.
427. ↑  Balogh (1983), p. 50; Rothschild (1990), p. 185.
428. ↑  Balogh (1983), p. 44; Rothschild (1990), p. 185.
429. ↑  Batowski (1971), p. 319.
430. ↑  Balogh (1983), p. 44; Rothschild (1990), p. 185; Batowski (1971), p. 319.